# Jean-Pierre Pophillat
Jean-Pierre Pophillat est un peintre figuratif et lithographe français, né le 29 août 1937 à Vichy et mort le 19 septembre 2020 à Paris.

## Biographie

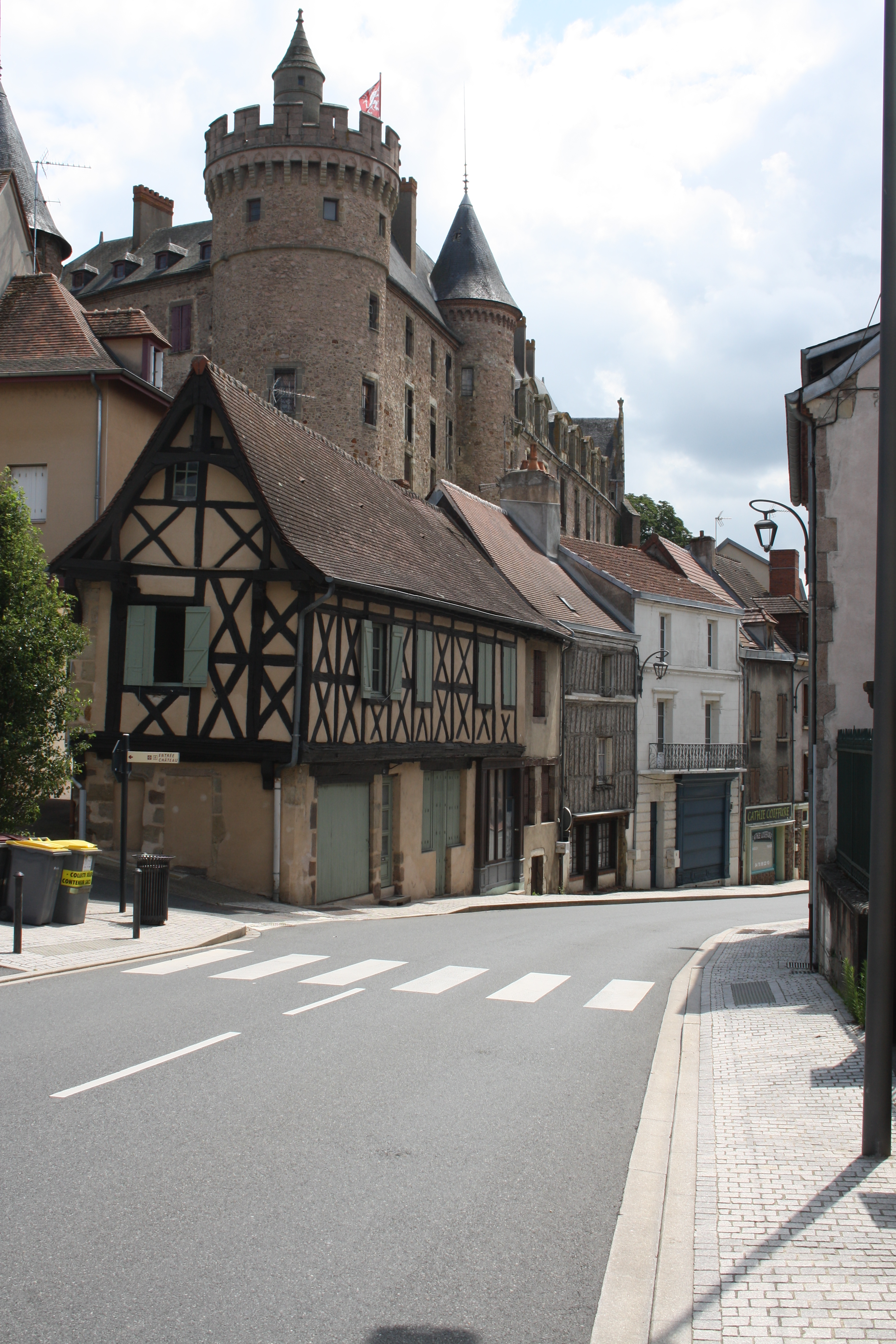
Lapalisse

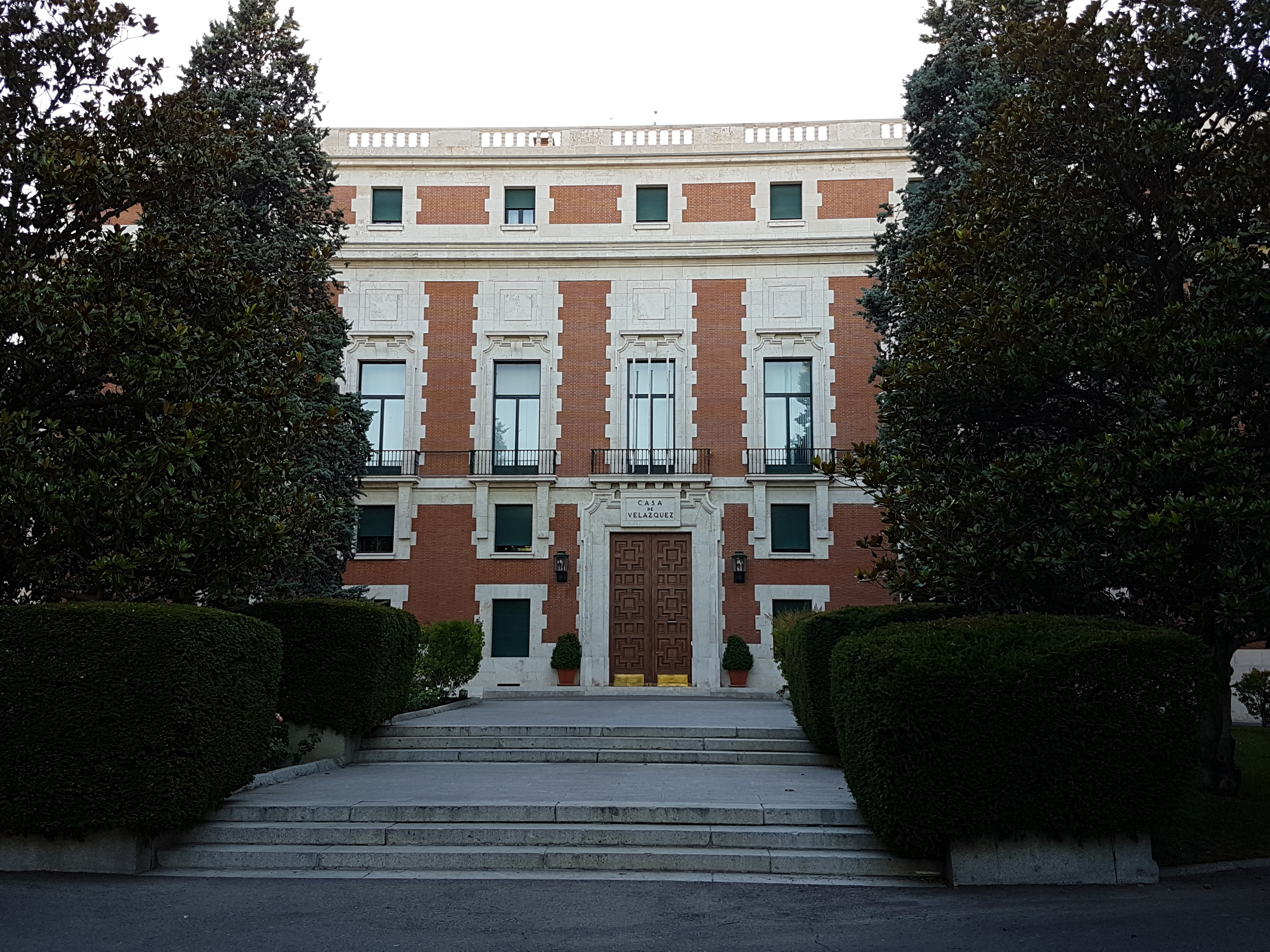
Madrid, la Casa de Velázquez

Né à la clinique de la Pergola à Vichy, Jean-Pierre Pophillat vit les neuf premières années de sa vie à Lapalisse où son père est assistant-pharmacien et sa mère professeur de piano. Il vit à partir de 1946 au Raincy, ses parents y exerçant alors la profession d'herboriste.
Effectuant ses études secondaires au Raincy, il a pour professeur de dessin Louis Parrens (1904-1993) - auteur en 1953 du livre Perspective et tracé des ombres : théorie et pratique qui sera régulièrement réédité - qui, en 1952, l'encourage à se présenter la même année au concours d'entrée à l'École nationale supérieure des arts appliqués et des métiers d'art où il entre en octobre 1953 pour s'initier aux techniques de l'art monumental - la mosaïque, la tapisserie, le vitrail, la fresque, mais aussi la laque avec Pierre Bobot - et recevoir son diplôme en juin 1957.
Admis en octobre 1957 à l'École nationale supérieure des beaux-arts de Paris où il a pour maîtres en classe préparatoire Yves Brayer, Georges Rohner, Georges Cheyssial, Edmond Heuzé et Jean-Eugène Bersier (ce dernier enseignant l'art de la gravure), il y intègre en 1958 l'atelier de Roger Chapelain-Midy, puis participe au Salon de la Jeune Peinture aux côtés de Bernard Buffet, Maurice Boitel, Xavier Valls, Michel-Henry et Pierre-Henry. 
En 1964, lauréat du Prix de la Casa de Velázquez (il fait partie avec Arnaud d'Hauterives de la 35e promotion), il séjourne à Madrid jusqu'en 1966. Selon le témoignage de son ami Jean Canavaggio qui l'y rencontre pour la première fois, sa peinture y bascule dans une « nouvelle manière » qui va définitivement se substituer aux tonalités sombres qui le situaient jusqu'alors dans la continuité de Francis Gruber et du misérabilisme de l'après-guerre : « au contact de l'Espagne, de ses traditions et de ses contrastes, nous vîmes sa palette peu à peu s'éclaircir, ses paysages accueillir les blancs crayeux d'Andalousie, ses horizons s'imprégner de la lumière du plateau castillan ». 
Depuis 1959, il participe à de nombreuses expositions collectives, dont : Salon de la Jeune Peinture, Salon d'automne dont il devient sociétaire en 1972, Salon Comparaisons où il expose une quarantaine d'années dans le groupe de Maurice Boitel, Salon de la Société nationale des beaux-arts, Salon des artistes français, du comité et du jury desquels il devient membre en 1970. Le Prix de la Marine nationale qui lui est attribué en 1978 lui vaut un voyage à bord de La Jeanne en Polynésie.
Il peint régulièrement dans les alentours de ses propriétés de Cannes et de Deauville des œuvres vives et colorées inspirant la joie de vivre. Gérald Schurr cite également des paysages des Vosges et de la baie d'Arcachon.

## Expositions

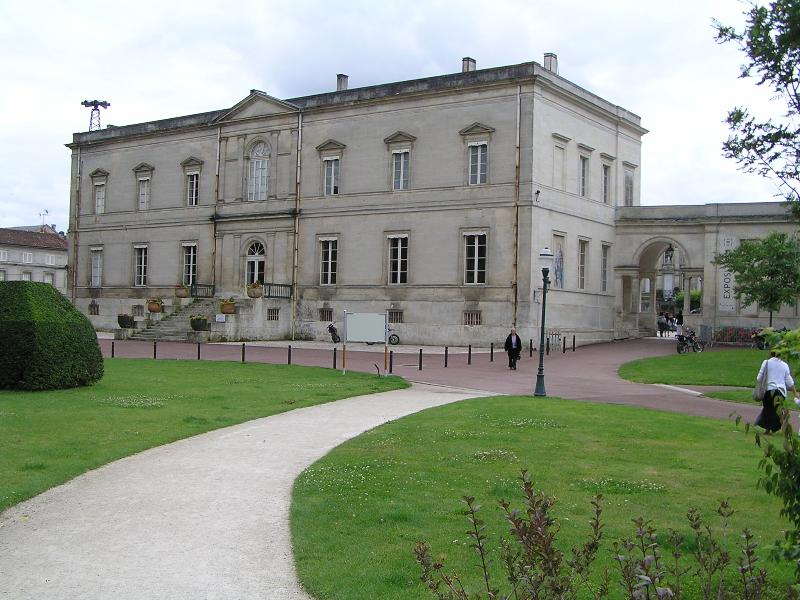
Musée d'art et d'histoire de Cognac, 1960

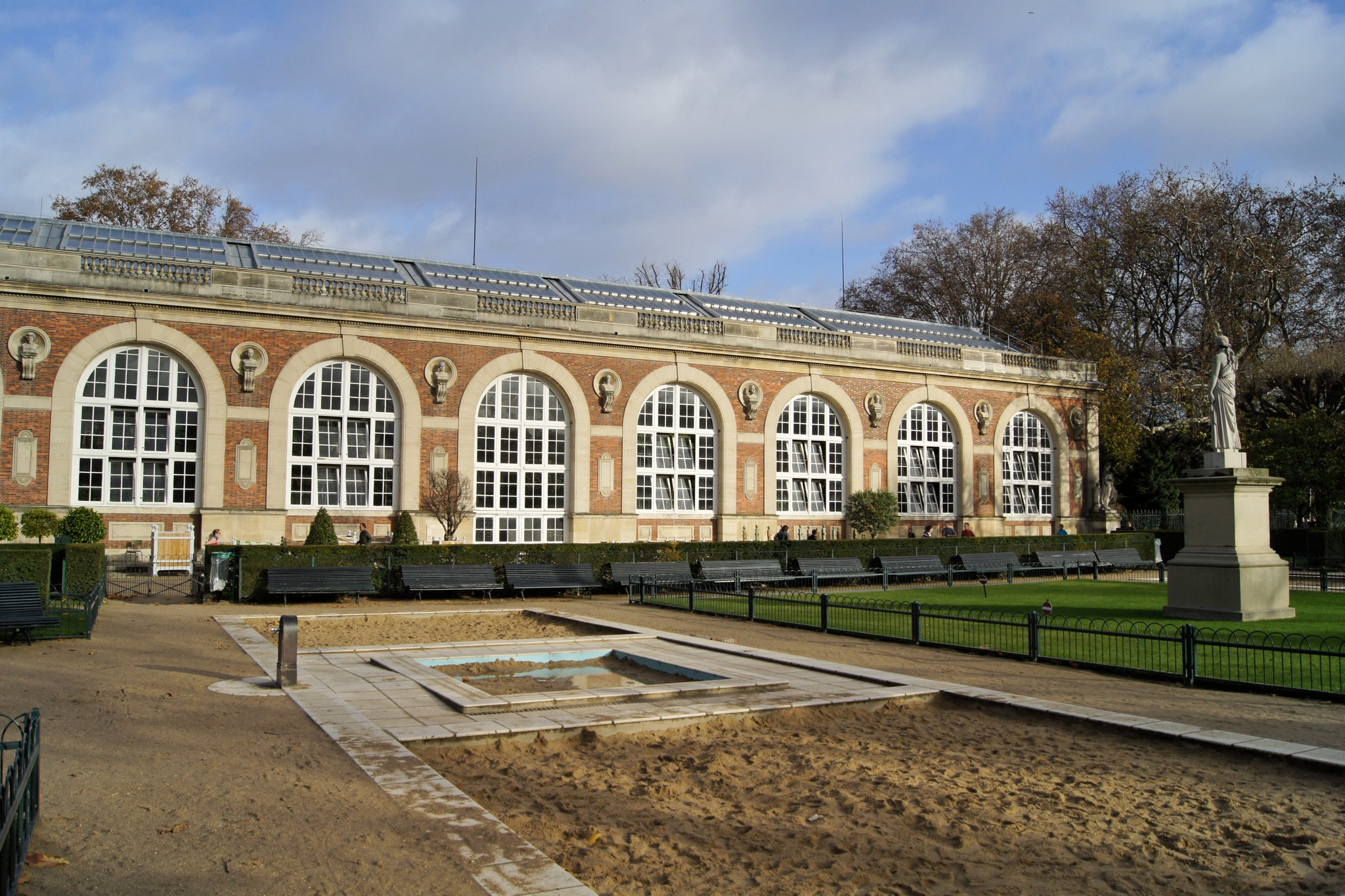
Paris, orangerie du jardin du Luxembourg, 1972

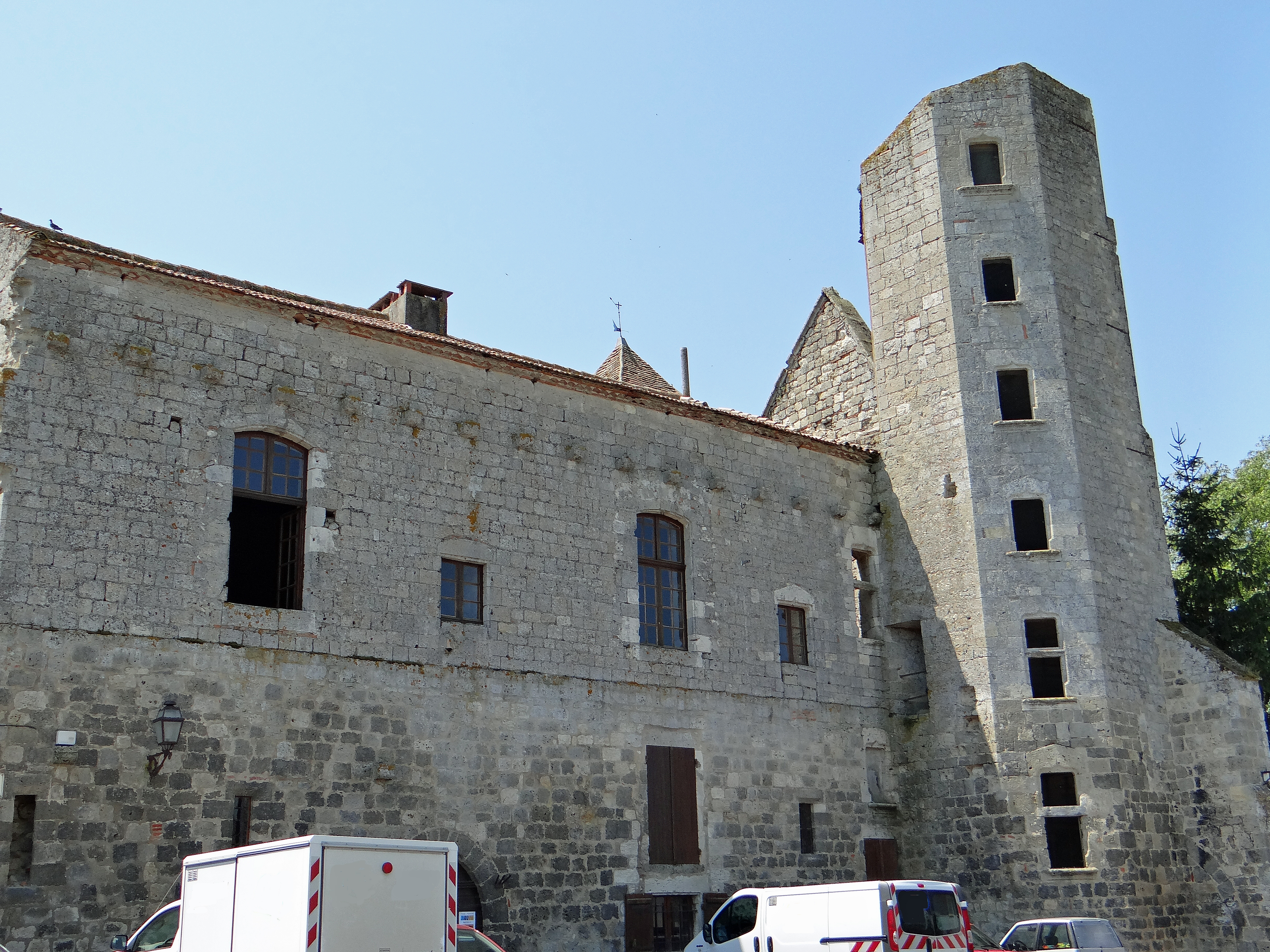
Château de Bazens, 1978

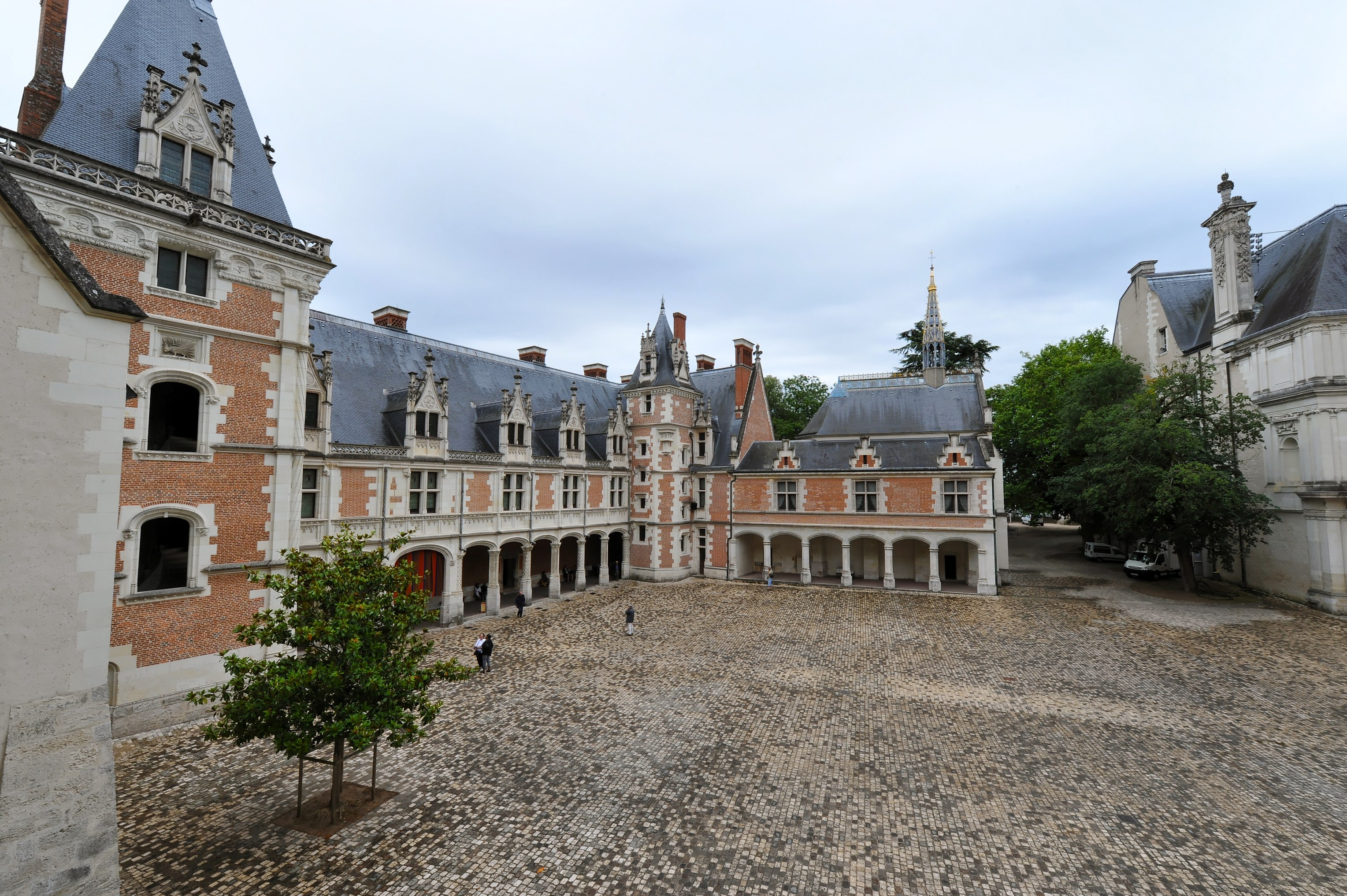
Château de Blois, 1987

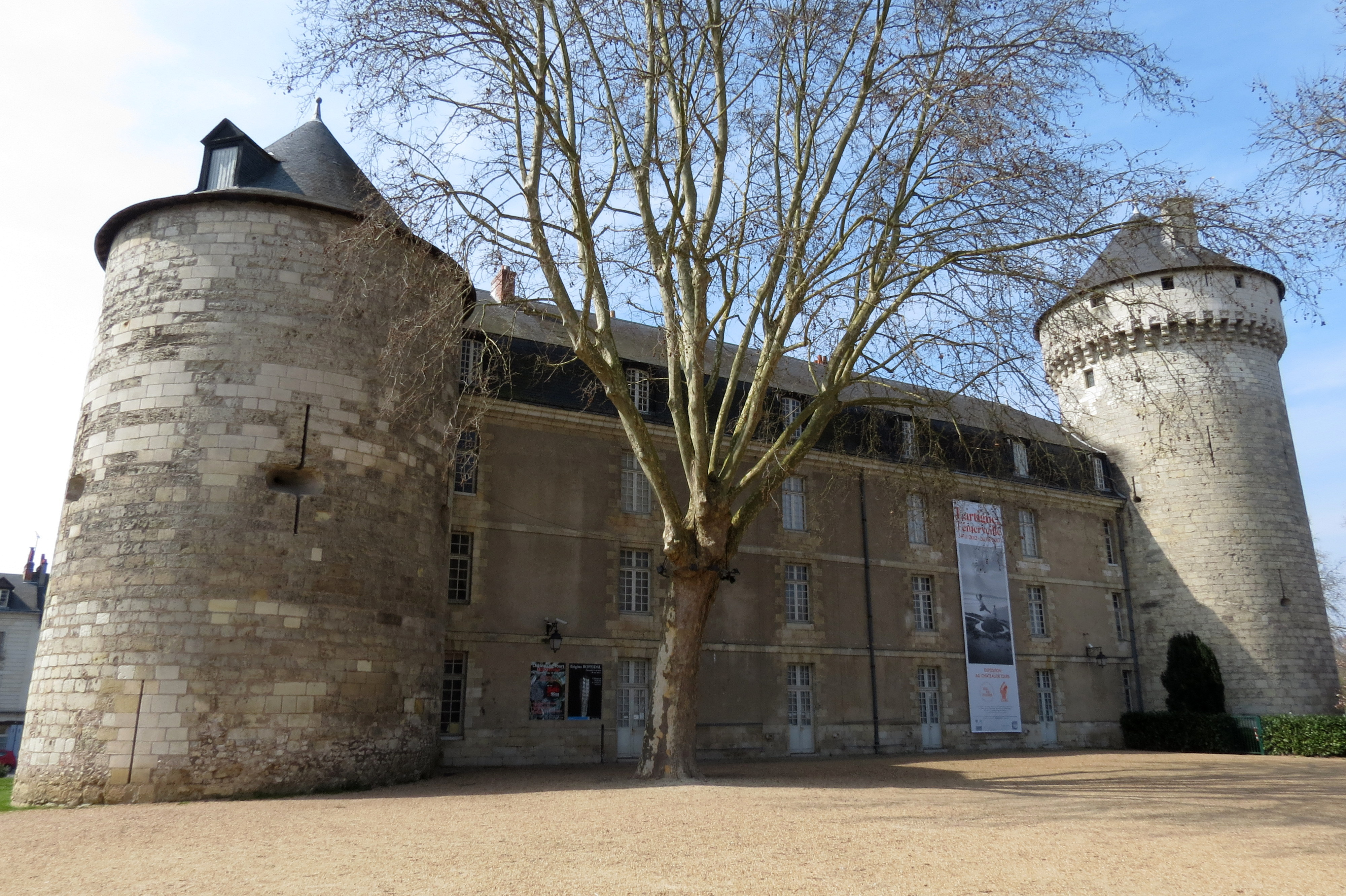
Château de Tours, 1987

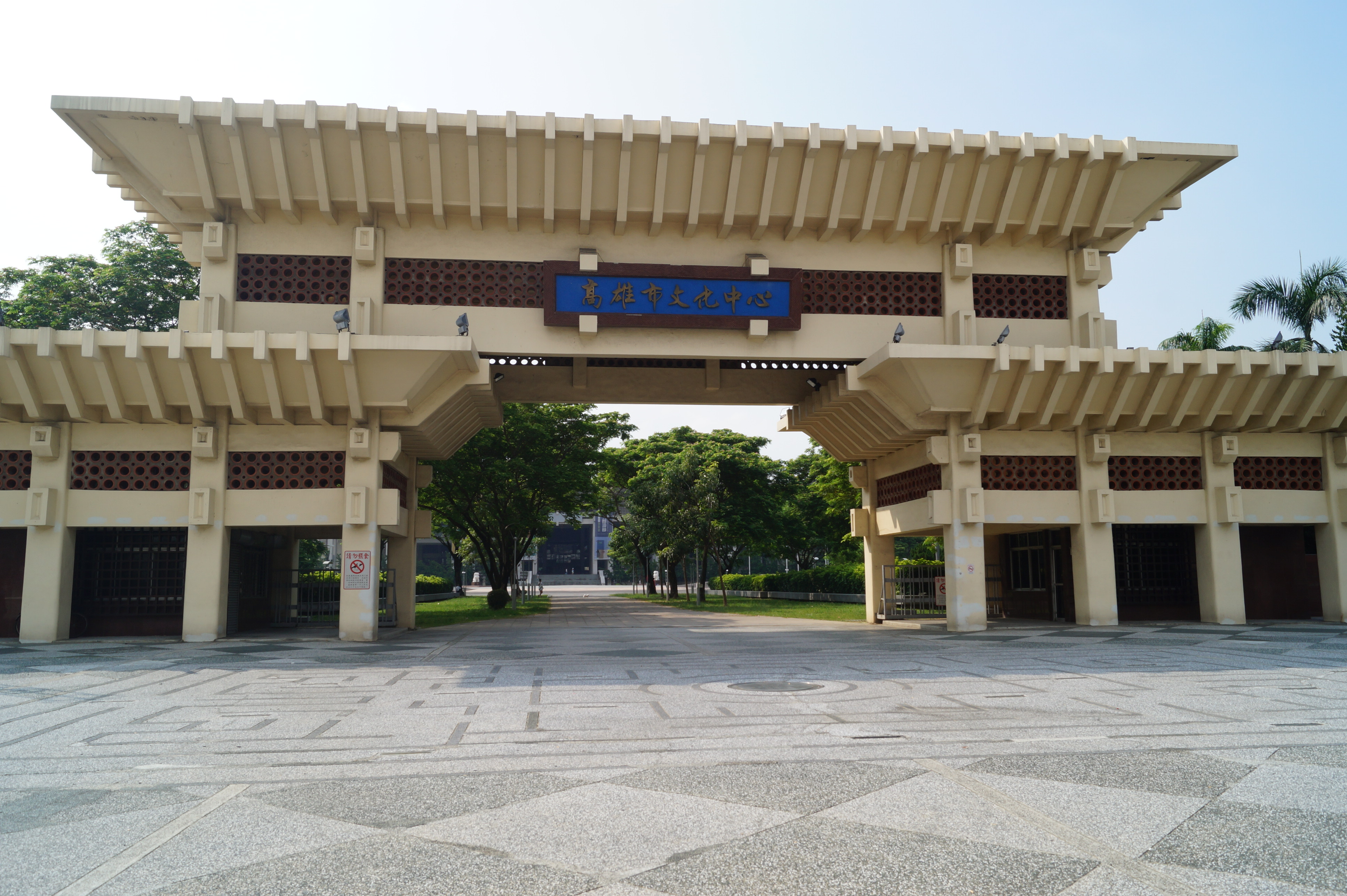
Centre culturel Chiang Kai-Chek, Kaohsiung, 1988

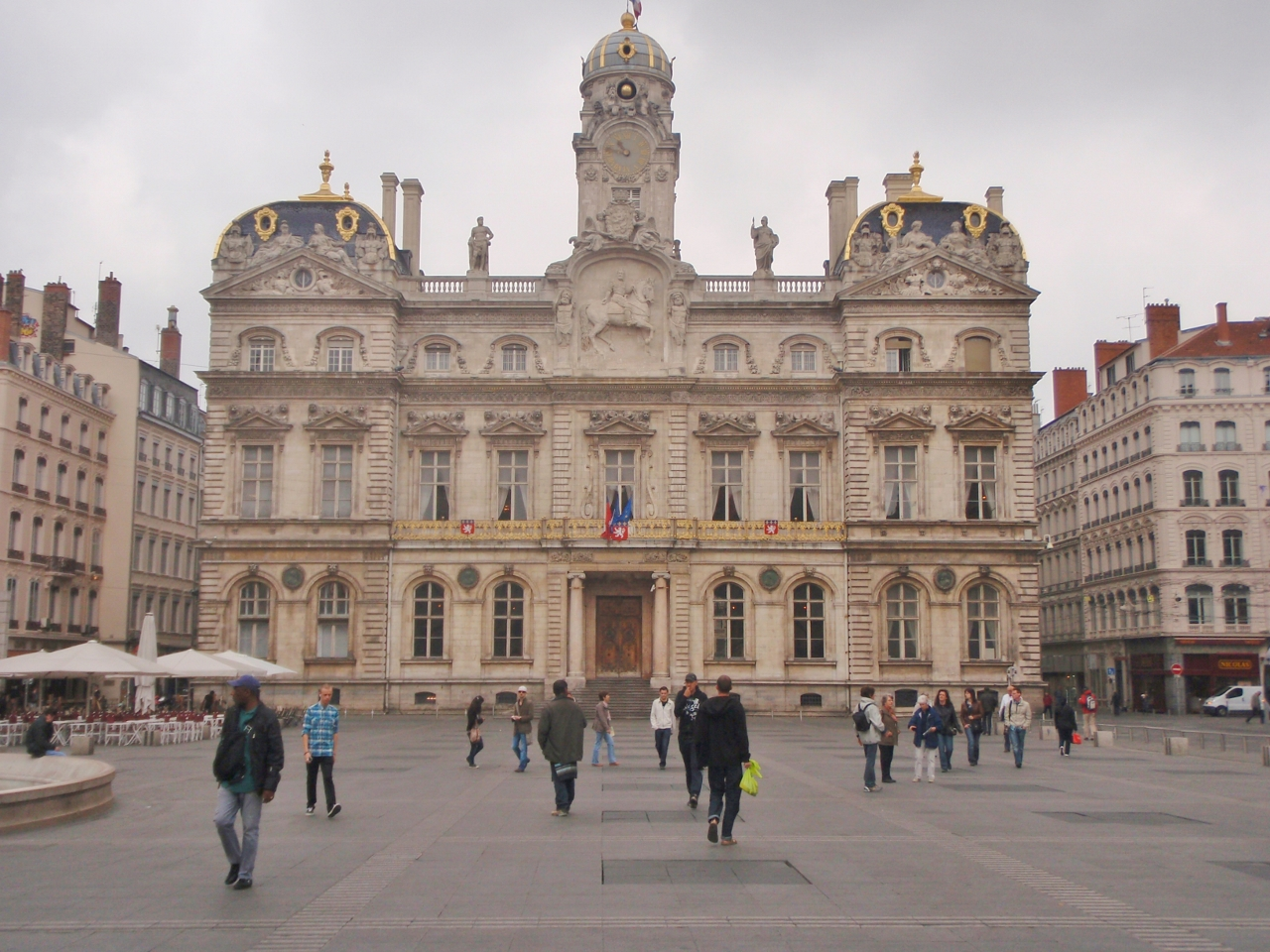
Hôtel de ville de Lyon, 2001

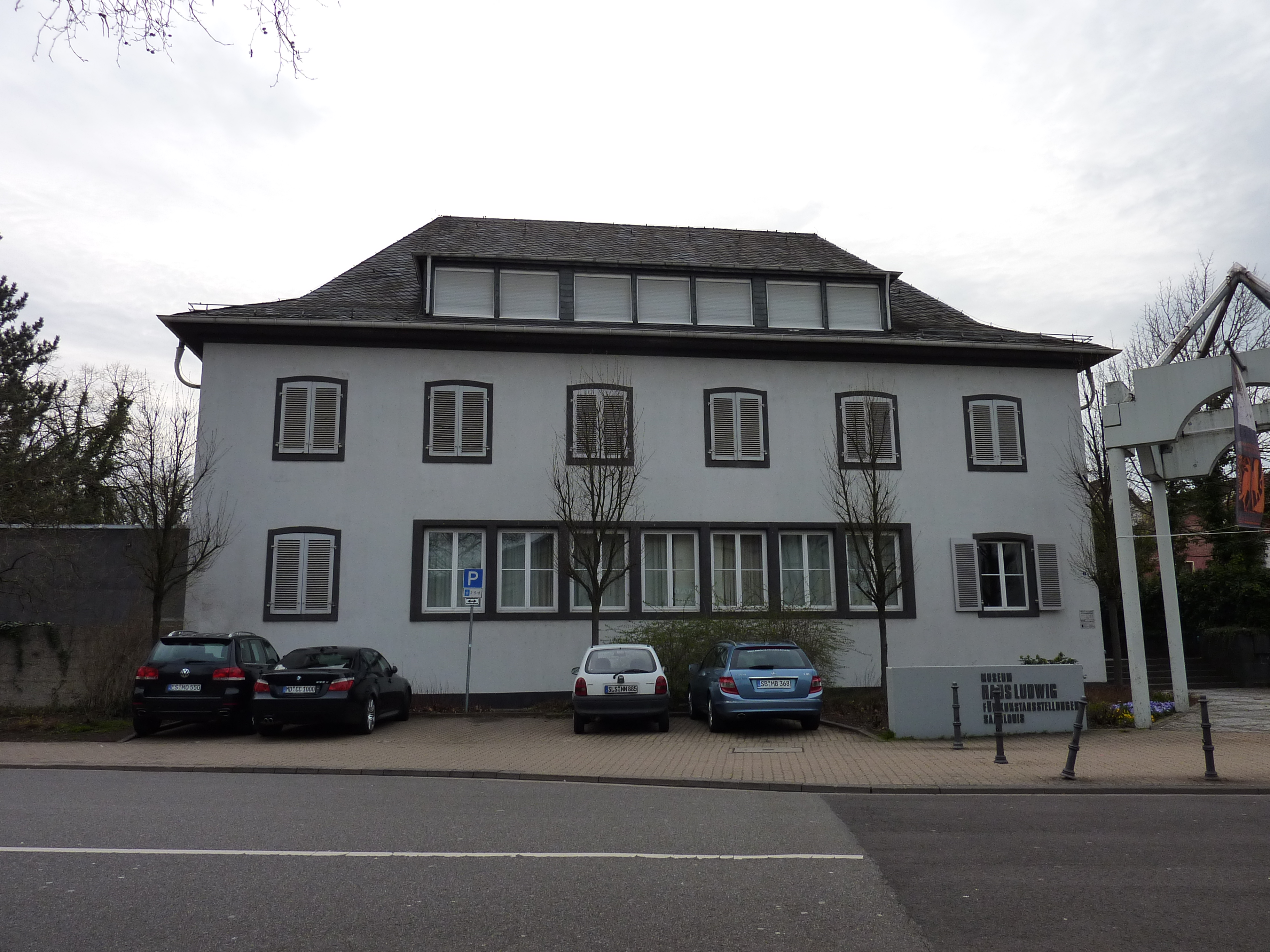
Musée Haus Ludwig, Sarrelouis, 2015

### Expositions personnelles
- Galerie Torré, Vichy, juin-juillet 1962[8].
- Hôtel d'Amérique, Vichy, 1963.
- Galerie des Arts, Aix-en-Provence, 1963.
- Galerie Chappe-Lautier, Toulouse, 1965.
- Galerie del Cisne, Madrid, 1966, 1968.
- Galerie Sévigné, Vichy, 1966.
- Institut français de Séville, 1966.
- Sala Vayreda, Barcelone, février 1967[9].
- Galerie « La boutique », Angers, 1967.
- Galerie Montparnasse 47, Paris, 1967.
- Jean-Pierre Pophillat - Dix ans de peinture, Musée d'art et d'histoire de Cognac, 1968.
- Jean-Pierre Pophillat - Huiles, Galerie Boissière, Paris, novembre-décembre 1968[10],[11],[12].
- Jean-Pierre Pophillat - Gouaches, Galerie des Capucines, Paris, novembre-décembre 1968[13],[14],[15].
- Domaine des Montpins, Perpignan, janvier 1969[16].
- Galerie Malaval, Lyon, 1970.
- Galerie Moyon-Avenard, Nantes, 1970, 1972, mars 1979[17],[18], 1981, 1982.
- Galerie Aktuaryus, Strasbourg, 1970.
- Galerie du Beffroi, Fougères, 1970.
- Centre culturel Dar el Fan, Beyrouth, avril 1971[19],[20].
- Galerie Reflets, Bruxelles, 1971.
- Mairie de Bry-sur-Marne, 1971.
- Orangerie du jardin du  Luxembourg, Paris, 1972.
- Galerie Christiane Vallé, Clermont-Ferrand, 1972[21].
- Galerie Takashimlaya, Tokyo, 1972.
- Galerie Alfa, Vevey, mars 1973[22].
- Galerie Jade, Colmar, 1976.
- Galerie George, Londres, 1976.
- Galerie Vendôme, Paris, mai-juin 1977[23],[24],[25],[26],[7].
- Manoir du Mad, Bayonville-sur-Mad, 1977, 1980, 1984.
- Galerie de la Tour, château de Bazens, 1978, 1980.
- Galerie L'Ami des lettres, Bordeaux, 1978, 1981.
- Galerie Le Colombier, Lille, 1978.
- Galerie MG, Montpellier, 1979.
- Galerie Giordano, Cérilly, 1979.
- Galerie Le Biblion, Toulouse, 1979, 1987, 1991.
- La Caverne des arts, Chantilly, 1980, 1982.
- Galerie Saint-Hubert, Lyon, 1980, 1982, 1985, 1989, 1996, , 1995, 2001, mars-avril 2015.
- Galerie Saladin, Versailles, 1980.
- Galerie Matisse, Vichy, 1980.
- Galerie Samarcande, Le Touquet, 1981.
- Galerie L'empreinte, Strasbourg, 1982.
- Galerie Lamartine, Chalon-sur-Marne, 1982, 1983.
- Galerie de l'aéroport d'Orly Sud, 1982, 1985.
- Nouvelle galerie de la Tour, Clairac, 1982.
- Galerie de l'Archevêché, Rouen, 1982.
- Galerie La Chapelle, Mondorf-les-Bains, 1982.
- Galerie Sanguine, La Rochelle, 1983, 1986, 1990.
- Centre artistique du Vivier, Fleurie, 1983.
- Le Parvis des Arts, Lunéville, 1983.
- Wally Findlay Gallery, Chicago, 1984.
- Galerie La Chèvre qui danse, Orléans, 1984.
- Galerie Art Affaires, Paris, 1985.
- Hôtel Neptune, Coutainville, 1985, 1987, 1989, 1991, 1993, 1995, 1997, 1999.
- Galerie Marc Bellion, Rennes, 1985.
- Galerie Art Lésigny, Lésigny, 1985.
- Galerie Feille, Clairac, 1986, 1990, 1995.
- Galerie Yolann, La Baule, 1986.
- Château de Blois, 1987.
- Château de Tours, 1987.
- Galerie Doublet, Avranches, 1987.
- Jean-Pierre Pophillat - Vingt ans de lithographie, Poste centrale du palais royal, Paris, 1987.
- Centre culturel Chiang Kai-Chek (en), Kaohsiung, octobre 1988.
- Elegant Art Center, Taipeh, 1988.
- Galerie d'art du Raincy, 1989.
- Galerie de l'Esplanade, La Baule, 1989.
- Galerie La main de fer, Perpignan, octobre 1989[27],[28].
- Galerie La main d'or, Saint-Paul-de-Vence, 1991.
- Galerie L.M., Épernay, 1991.
- Galerie Champaloux, Limoges, 1991.
- Galerie Dufour, Chablis, 1991.
- Centre culturel de Charenton-le-Pont, 1991.
- Galerie 4 pièces, Yokohama, Tokyo, Sapporo, 1992.
- Galerie Bijutsu Sekai, Tokyo, Sapporo, 1992.
- Galerie L'Ermitage, Le Touquet, 1992, 1994, 2000.
- Galerie Saint-Vincent, Mâcon, 1992.
- Galerie David, Carpentras, 1992.
- Galerie Bouscayrol, Pau et Biarritz, 1993.
- Jean-Pierre Pophillat - Vingt-cinq ans de lithographie, Maison de Pays, Lapalisse, 1993.
- Galerie Isetan, Tokyo, 1994.
- Galerie Weider, Le Raincy, 1994.
- Centre d'art Regard majeur, Montpellier 1994.
- Galerie L'Atelier, Brive-la-Gaillarde, 1995.
- Galerie de la forêt, Livry-Gargan, 1996.
- Château du Croc, Orléans, 1996.
- Galerie Épreuve d'artiste, Saint-Maur-des-Fossés et La Baule, 1997.
- Jean-Pierre Pophillat - Trente ans de lithographie, Société Générale, Paris, 1997.
- Centre culturel de la Salle des écuries, Aurillac, 1998.
- Galerie Laetitia, Brie-Comte-Robert, 1998, 2001.
- Galerie Véronèse, Nantes, 1999.
- Galerie Saint-Martin, Brive-la-Gaillarde, 1999, 2001.
- Centre culturel de Clairac, 1999.
- Centre culturel La Montgolfière, Vaucresson, 1999.
- Galerie L'Art ancien, Orléans, 2000.
- Galerie Vauban, Dijon, 2000.
- La Maison du peintre, Repaix, 2000.
- Galerie du Forum des images, Albi, 2000.
- Galerie Antinéa, Marseille, 2000.
- Galerie des Remparts, Bordeaux, 2001.
- Jean-Pierre Pophillat - Quarante ans de peinture, hôtel de ville de Lyon, 2001.
- Landes Bank, Saarbrücken, 2001.
- Chetkin Gallery, Red Bank (New Jersey), 2001.
- Galerie l'Ermitage, Le Touquet, 2003.
- Centre culturel Erckmann, Lunéville, 2003.
- Château de Val, Lanobre, printemps 2004[29].
- Galerie Lazoukine, Deauville, 2005.
- Château de la Bertrandière, L'Étrat, septembre-novembre 2006, février 2011[30].

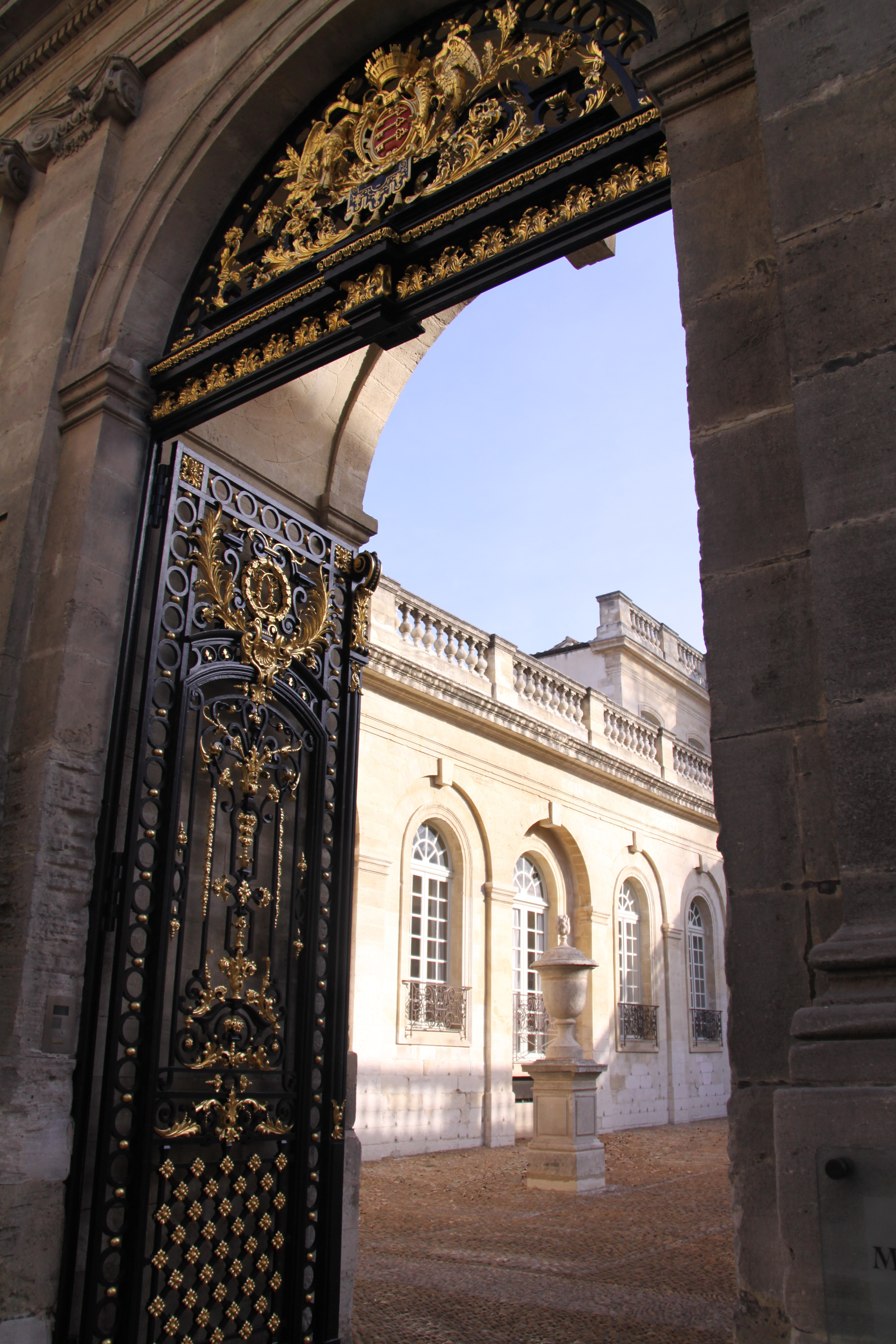
Avignon, Musée Calvet, 1964

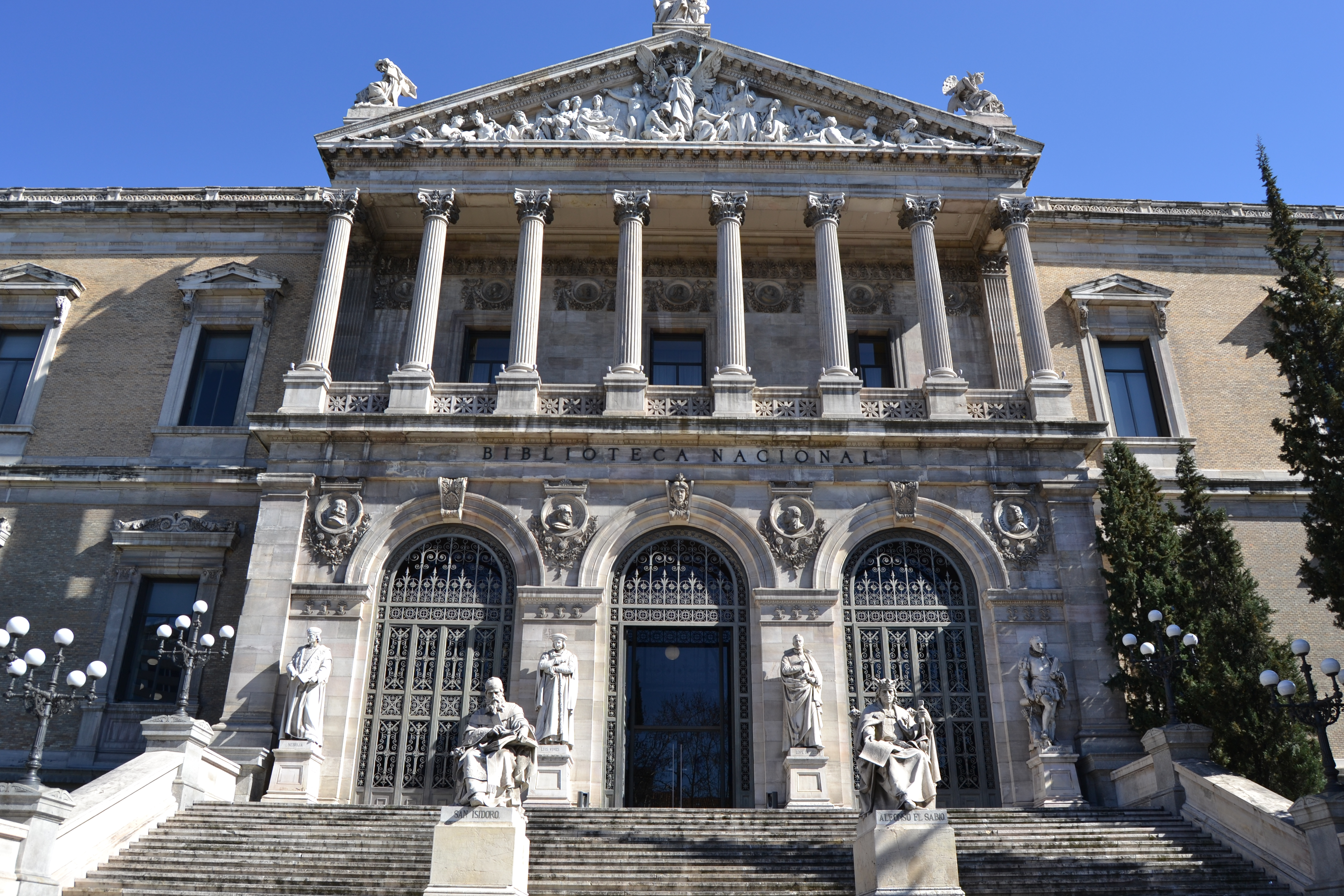
Bibliothèque nationale d'Espagne, Madrid, 1965

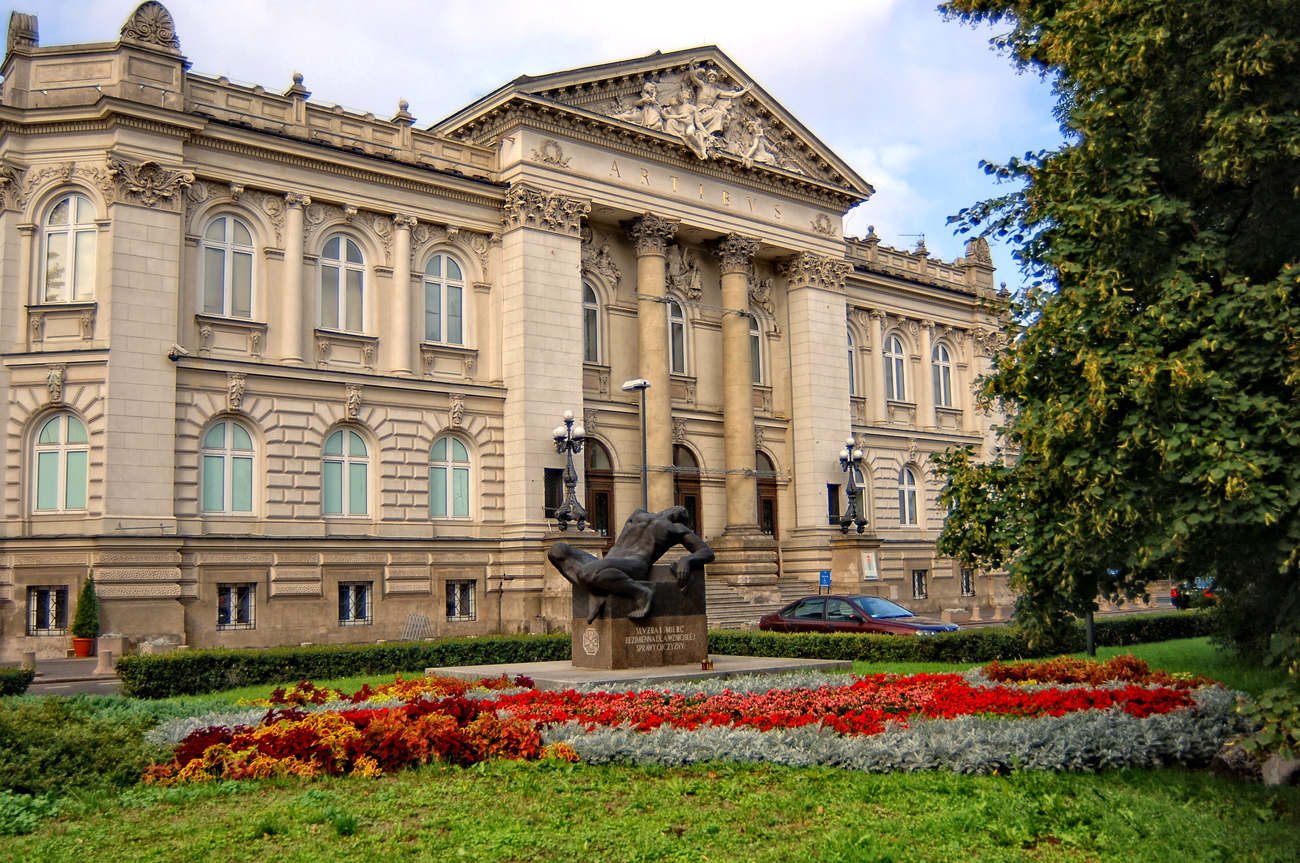
Galerie nationale d'art Zachęta, Varsovie, 1973

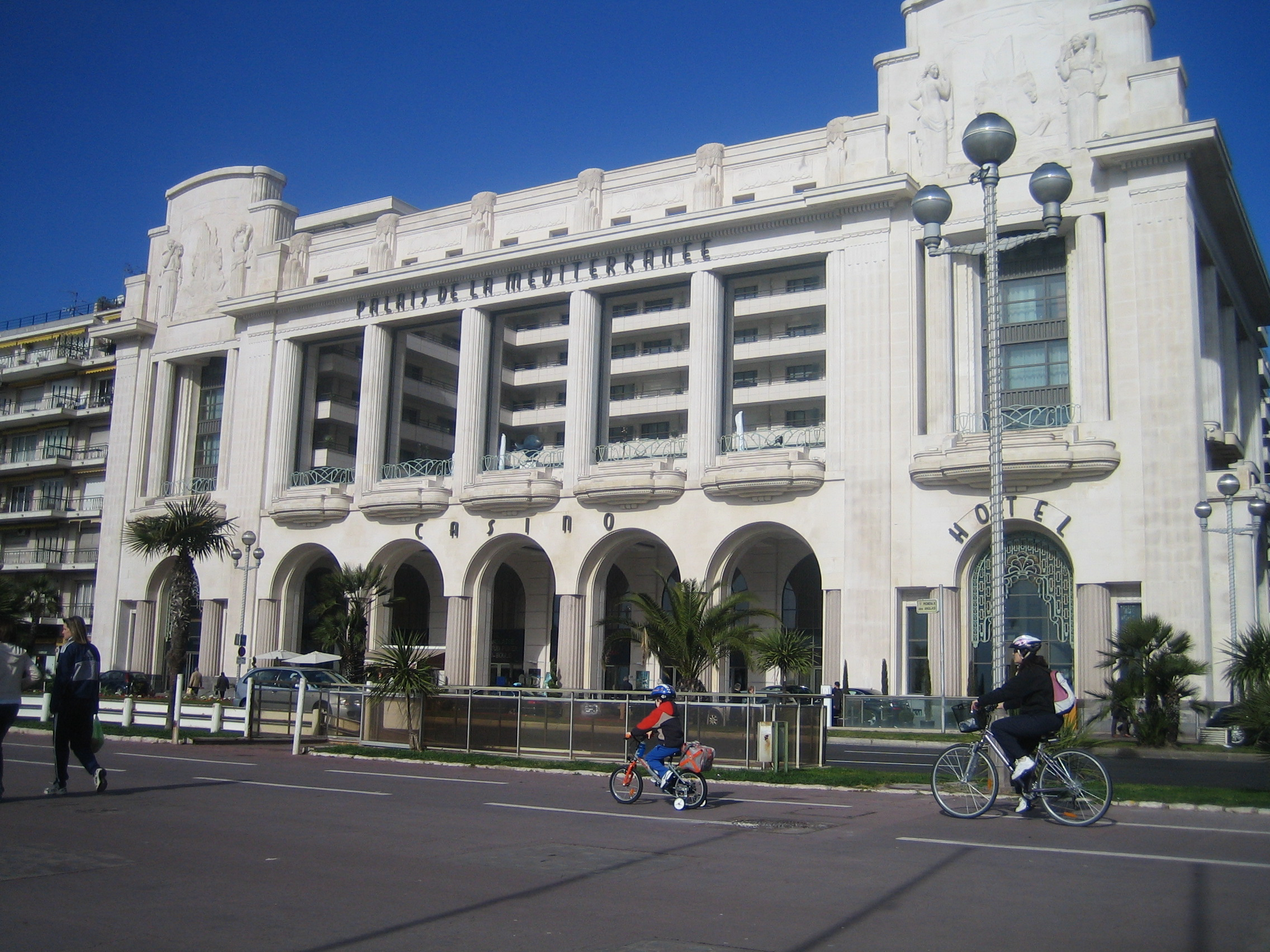
Palais de la Méditerranée, Nice, 1975

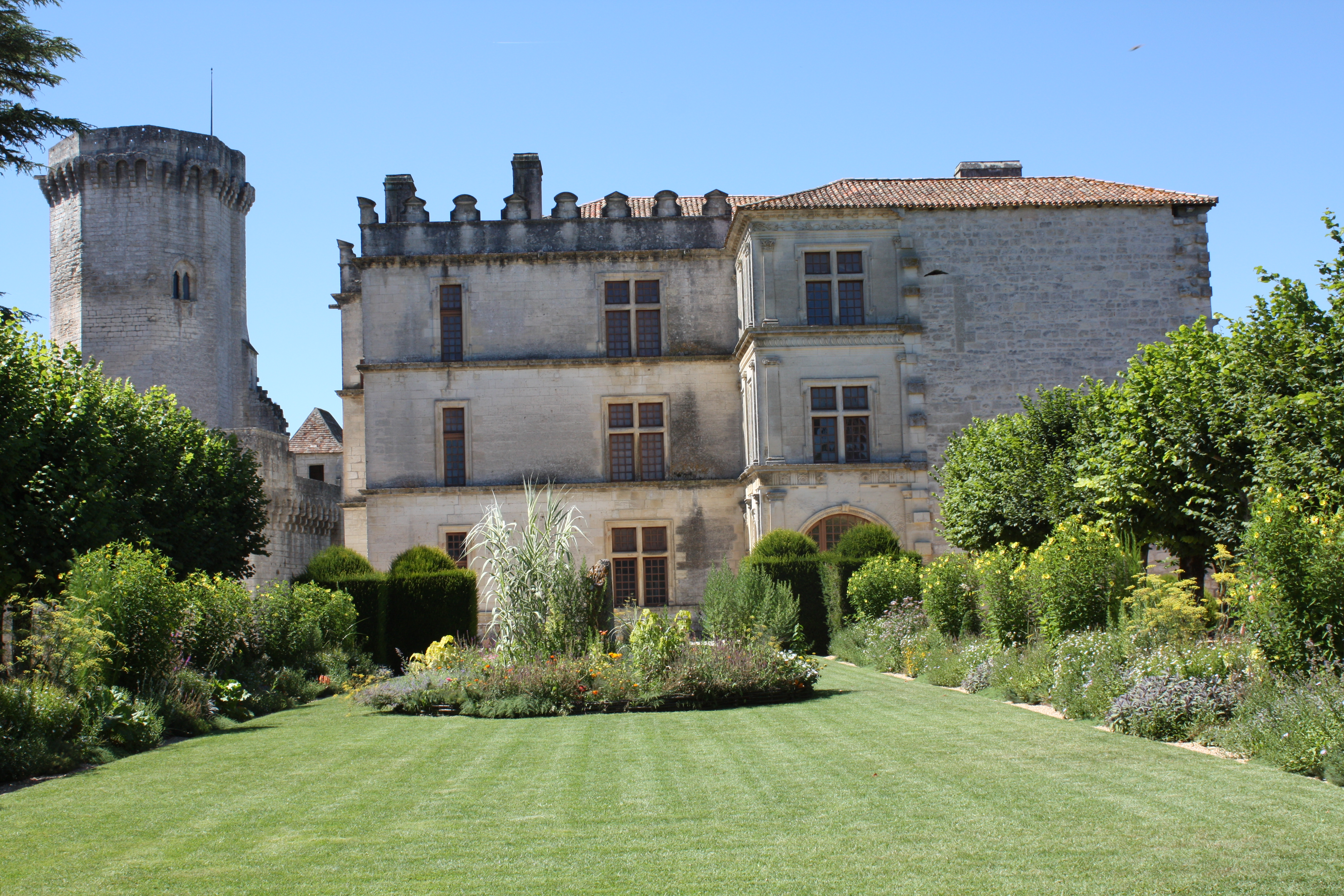
Château de Bourdeilles, 1977

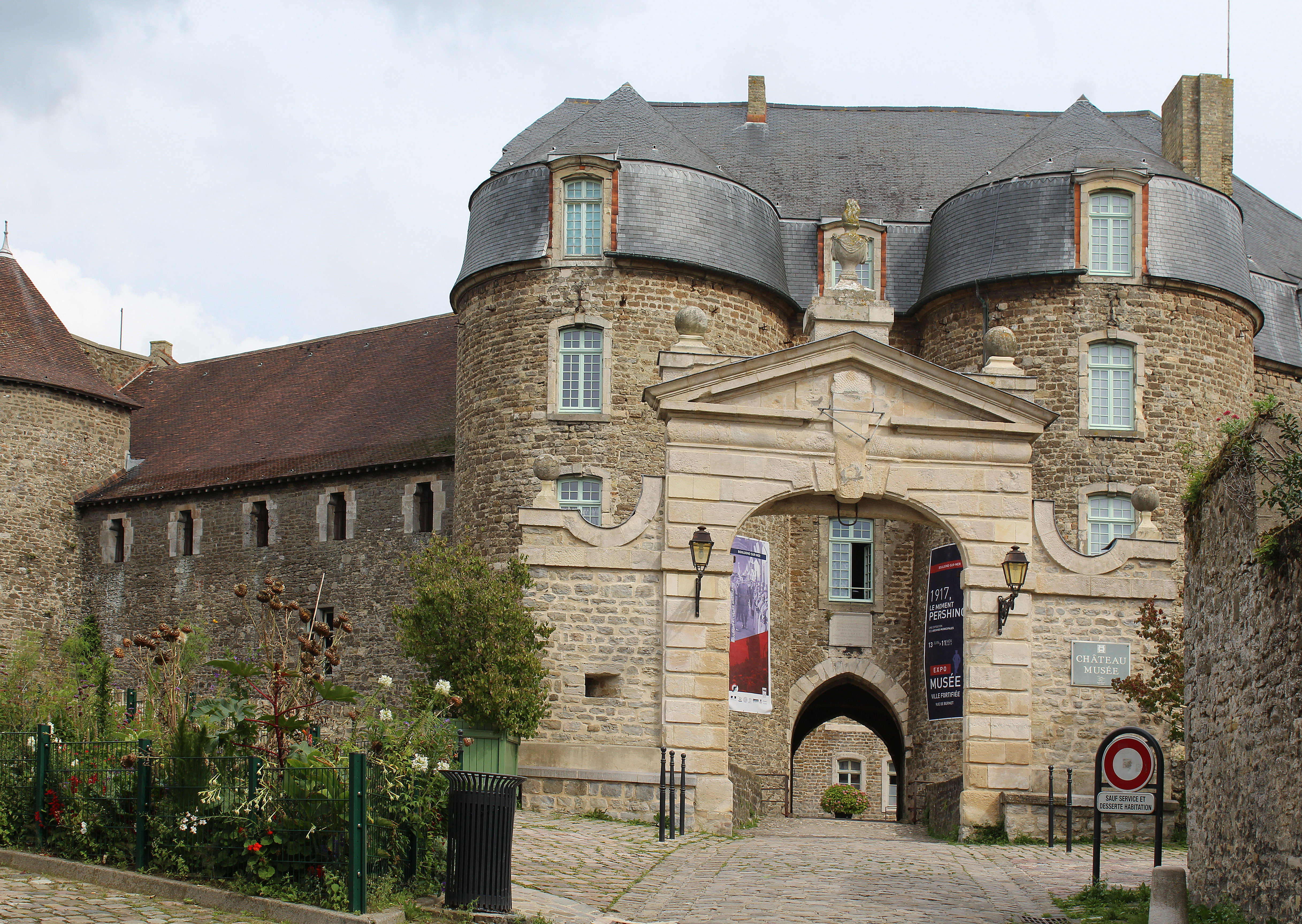
Château-musée de Boulogne-sur-Mer, 1977

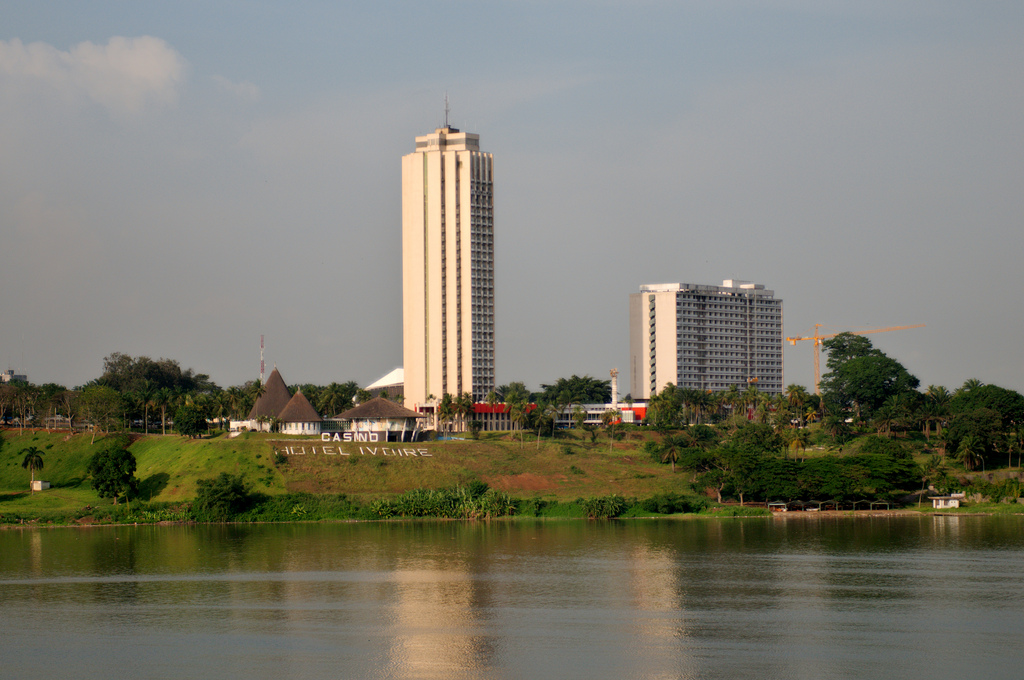
Hôtel Ivoire, Abidjan, 1977, 2000

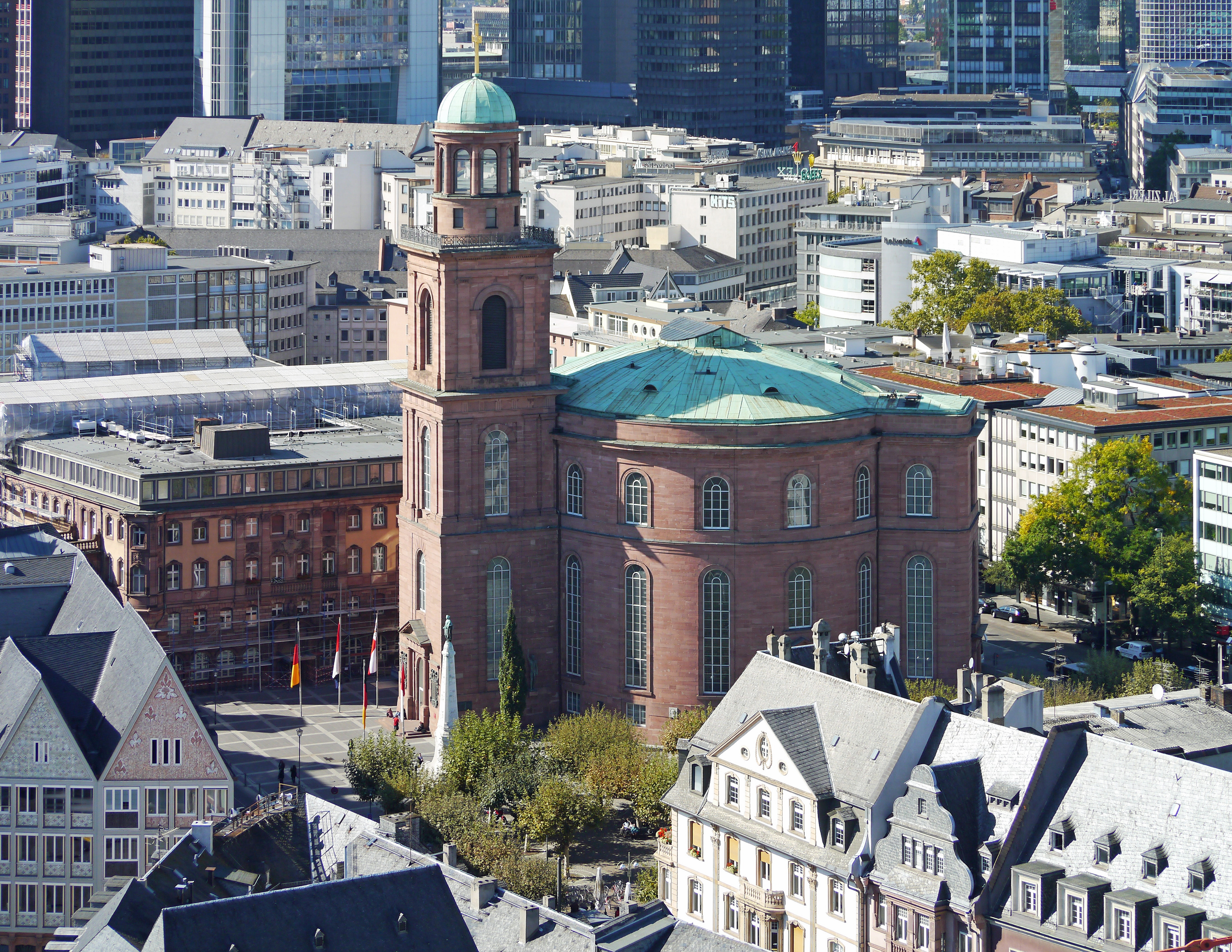
Église Saint-Paul de Francfort, 1978

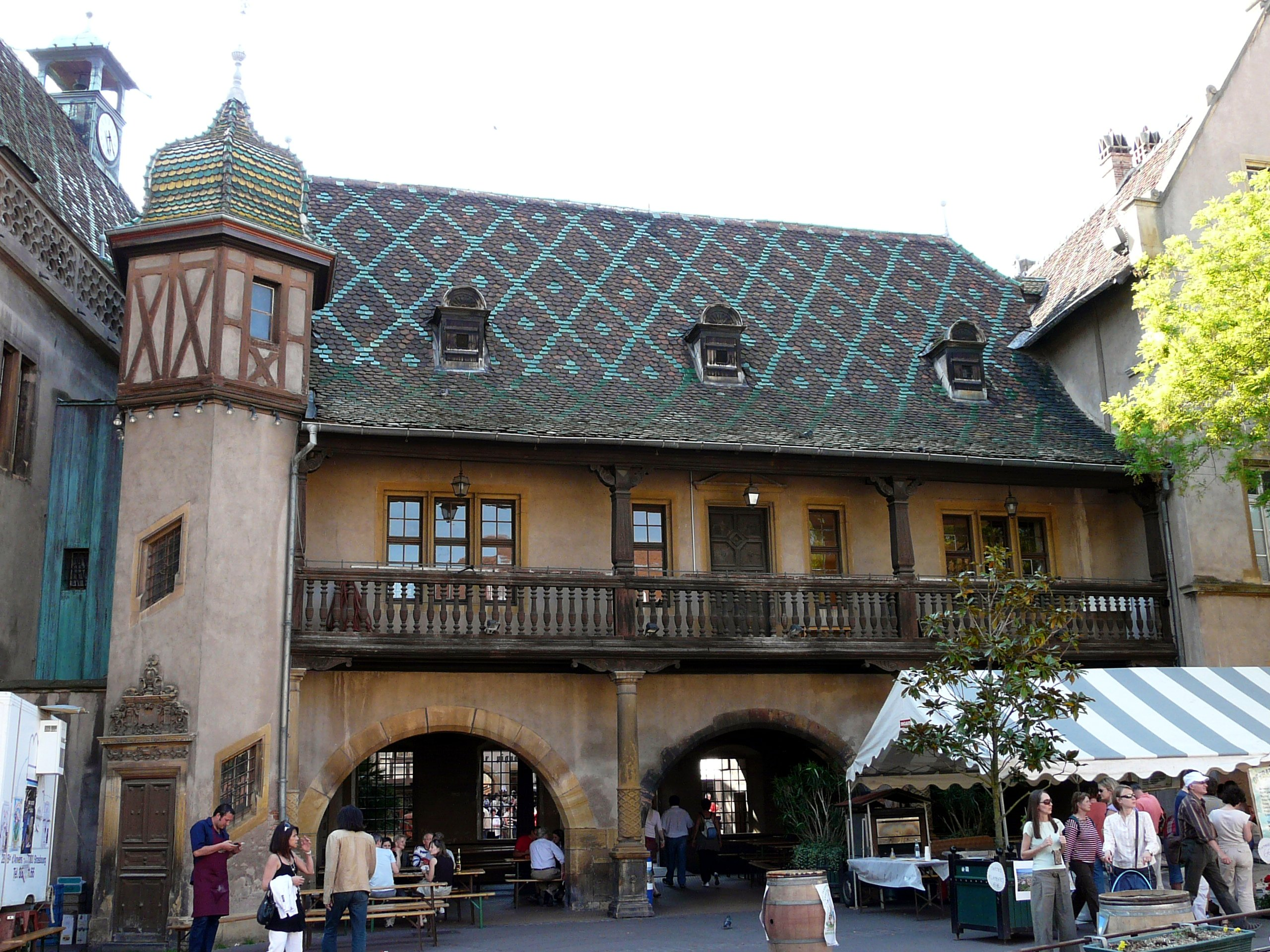
Ancienne douane, Colmar, 1979

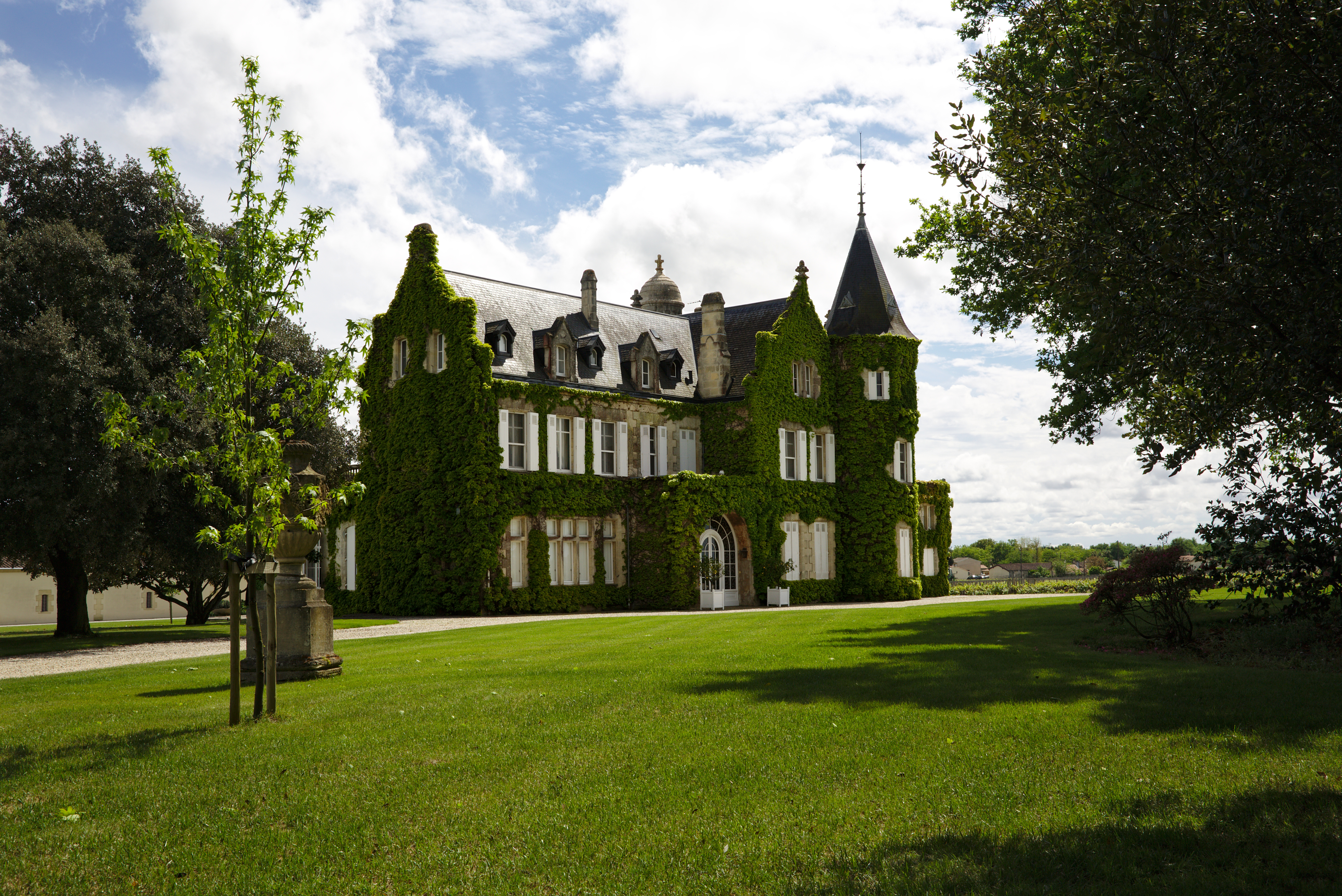
Château Lascombes, Margaux, 1981

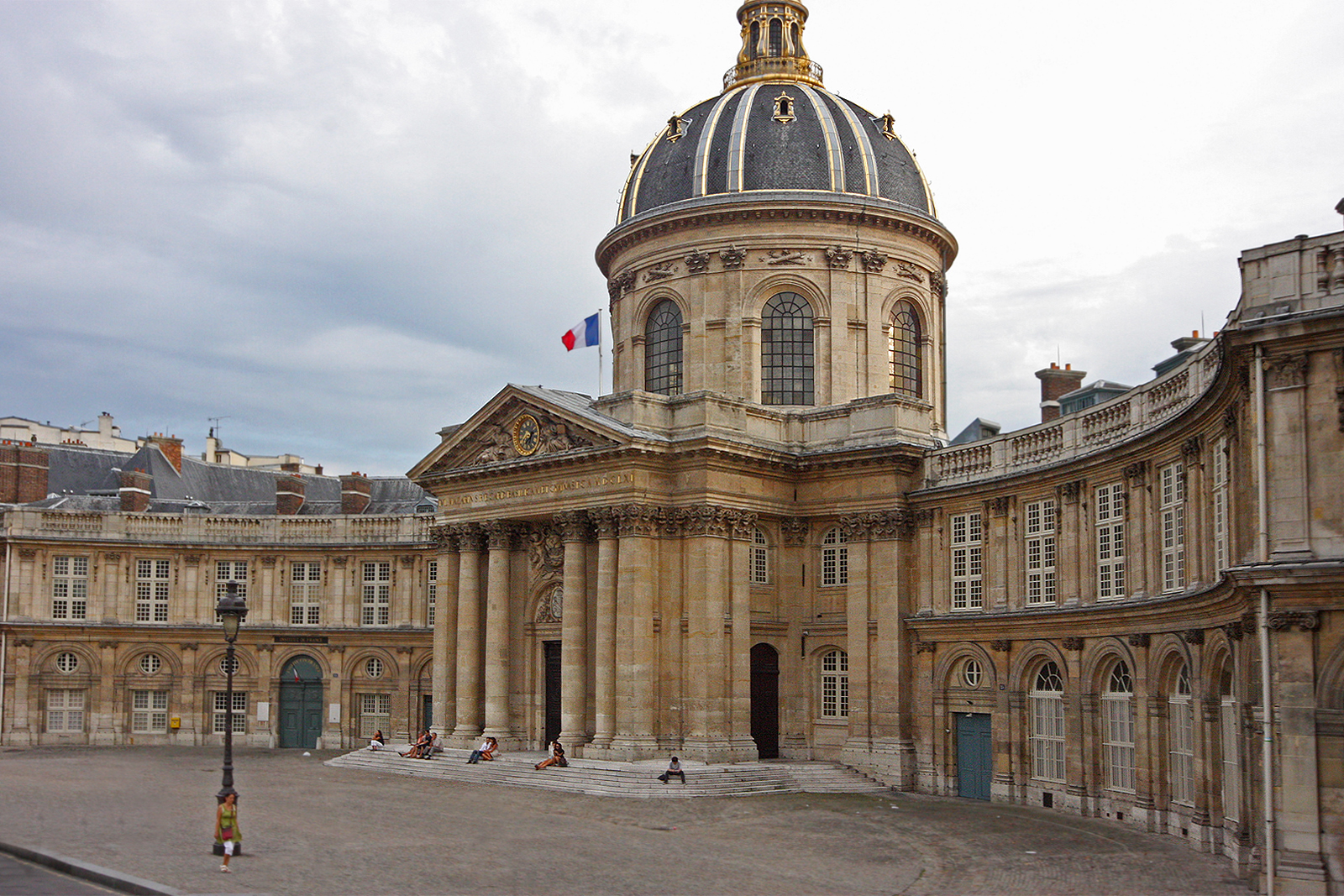
Institut de France, Paris, 1986

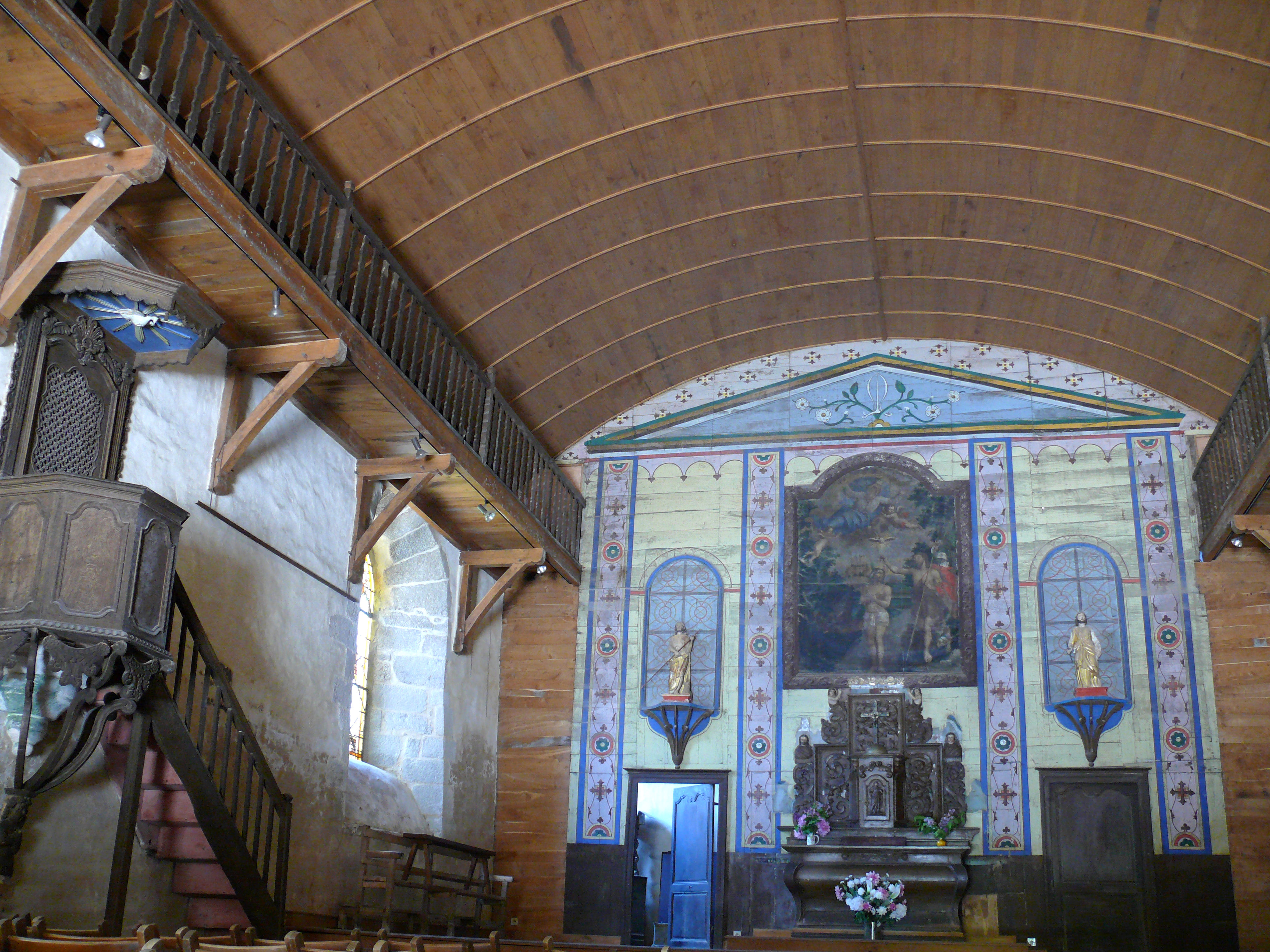
Chapelle des Pénitents, Treignac, 1987

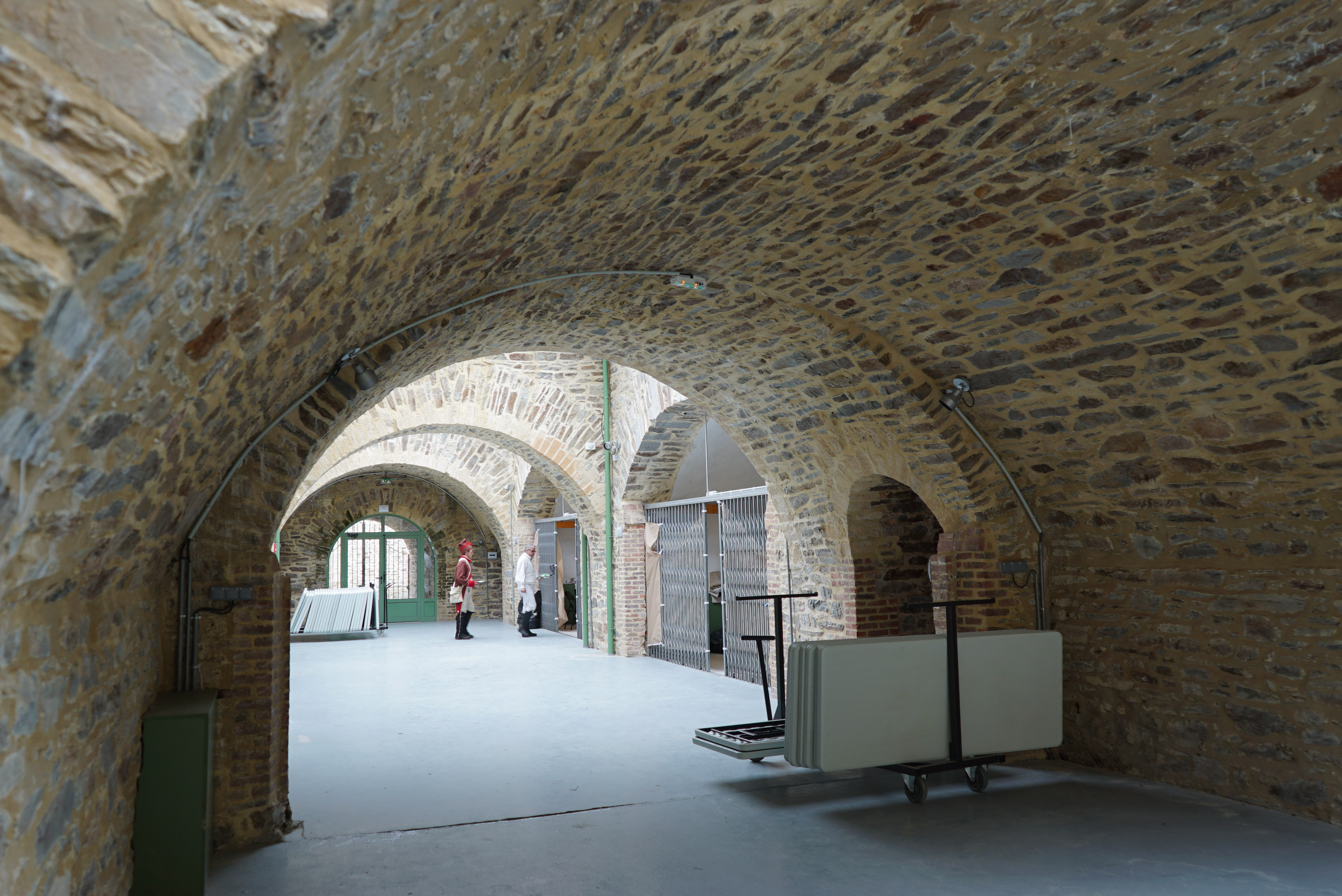
Bastion du Roi, Rocroi, 1991

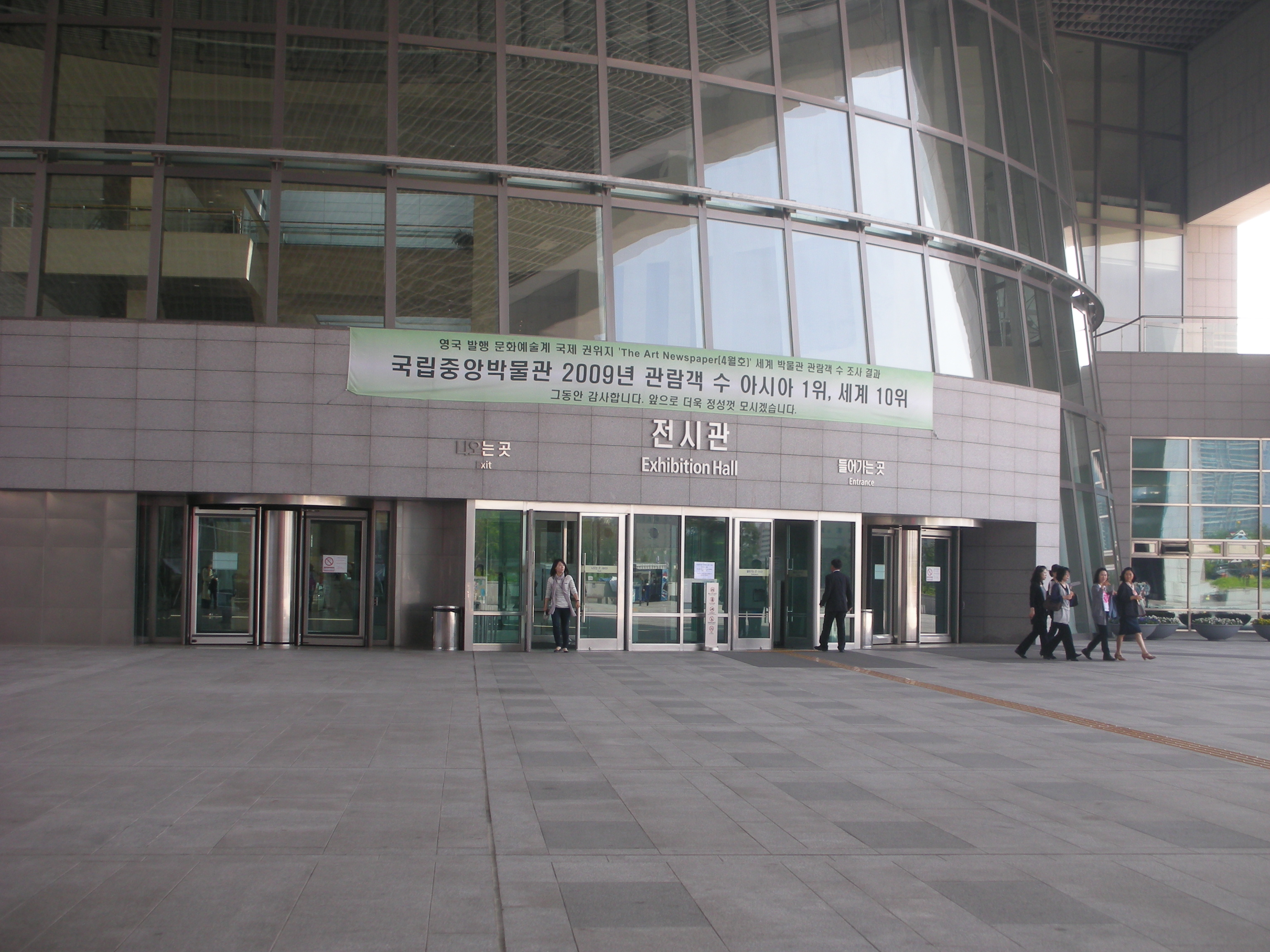
Séoul, Musée national de Corée, 2000

- Gallery Bund 22, Shanghai, 2014.
- Musée Haus Ludwig (de), Sarrelouis, mars 2015[31].

### Expositions collectives
- Salon de la Jeune Peinture, Paris, 1959.
- Salon d'automne, Paris, à partir de 1959 (expositions personnelles dans le cadre du Salon en 1998 et 2000[3]).
- Musée des beaux-arts de Belfort, 1959.
- Sélection du Prix Othon Friesz, École nationale supérieure des beaux-arts, Paris, 1962.
- Théâtre du Vieux-Colombier, Paris, 1962.
- Présence figurative, Galerie Dautzenberg, Paris, 1963.
- Salon de la Société nationale des beaux-arts, Paris, 1963.
- Salon des artistes français, Paris, 1963, 1967 (mention honorable), 1968 (Grand Prix des jeunes), 1969 (médaille d'argent), 1970 (médaille d'or, membre du comité et du jury)[3]).
- Biennale de São Paulo, 1963.
- Galerie Carlier, Paris, 1964.
- Galerie 5, Genève, 1964.
- Galerie Montmorency, Paris, 1964.
- Musée Calvet, Avignon, 1964.
- Envois de la Casa de Velázquez, Bibliothèque nationale d'Espagne, Madrid et École nationale supérieure des beaux-arts, Paris, 1965.
- Galerie Bellecour, Lyon, 1965.
- Galerie de la Méditerranée, Cannes, 1965.
- Maison de la culture, Avila, 1966.
- Peintres de l'École de Paris, Morgan Knott Gallery, Dallas, 1966.
- Vingt ans du Prix Antral, Musée d'art moderne de la ville de Paris, 1966.
- Peintres de l'École de Paris, Foyer culturel de Brive-la-Gaillarde, 1966 ; Galerie Malaval, Lyon, 1967.
- Maîtres de la lithographie, Hambourg, 1967.
- Galerie Juarez, Los Angeles, 1967.
- Galerie Rosenheim, Munich, 1968.
- Galerie Cardo Matignon, Paris, 1968.
- Institut français de Munich, 1968.
- Pace Gallery, Houston, 1968.
- Salon de la Société nationale des beaux-arts, Paris, 1968 (Prix des jeunes)[3].
- Peintres de l'atelier Roger Chapelain-Midy, Cinéma studio 28, Paris, décembre 1968 - janvier 1969[3].
- Peintures contemporaines, Grands magasins du Printemps, Paris, 1969.
- Galerie Gimbels, Pittsburgh, 1969.
- Galerie Roberts, Miami, 1969.
- Galerie du rond-point des Champs-Élysées, Paris, 1969.
- Gaalerie du Vert-Galant, Honfleur, 1969.
- Exposition de groupe - Bernard Buffet, Yves Brayer, Jean Carzou, Roger Chapelain-Midy, Michel Ciry, Georges Cheyssial, Pierre Doutreleau, Michel de Gallard, Raymond Guerrier, Robert Humblot, Jean Jansem, André Minaux, Jean-Pierre Pophillat, Franz Priking, Georges Rohner, Galerie Moyon-Avenard, Nantes, décembre 1969[3].
- Galerie Takashimaya, Tokyo, Kyoto, Osaka, Yokohama, 1970.
- Sélection du Prix de la Critique, Galerie Saint-Placide, Paris, 1970, 1971.
- Peintres de l'École de Vichy, Galerie Sévigné et Grand Casino, Vichy, 1970.
- Vingt-cinquième nuit du cinéma, Théâtre Marigny, 1970.
- Arts et Beaux-Arts de France, Lancel Opéra, Paris, 1971.
- Galerie Alpha, Vevey, 1973 (De Delacroix à Vasarely), 1974 (Venise vue par trente maîtres du XXe siècle), 1977 (La Suisse vue par quarante peintres).
- Galerie Cernuschi, New York, 1973.
- Sélection du Salon des artistes français, palais de la Découverte, Paris, 1973.
- Sélection du Salon d'automne, Galerie nationale d'art Zachęta, Varsovie ; palais des Beaux-Arts, Cracovie, 1973.
- Salon du Val d'Yerres (Jean-Pierre Pophillat membre du jury), 1973.
- Venise vue par trente maîtres du XXe siècle, Galerie Bürdeke, Zurich, 1974.
- Salon du Bourget (Jean-Pierre Pophillat membre du jury), 1974.
- Salon de Béziers (Jean-Pierre Pophillat invité d'honneur), 1974.
- Galerie Seine 38, Paris, 1975.
- Sélection du Salon de la Nationale des Beaux-Arts, palais de la Méditerranée, Nice, 1975.
- Grand Hôtel du Parc, Villars-sur-Ollon, 1975.
- Penta Hôtel, Courbevoie, 1975.
- Sélection du Salon des artistes français, Musée Pouchkine, Moscou ;
- Musée de l'Ermitage, Leningrad, 1976.
- Galerie Alain Finding, Strasbourg, 1976.
- Galerie Guy Charrier, Amiens, 1976.
- Galerie Ror Volmar, Vichy, 1976.
- Les maîtres de la Galerie Vendôme : Jean Cluseau-Lanauve, Jean Dannet, Jef Friboulet, Philippe Gautier, Jean-Pierre Pophillat, Robert G. Schmidt, Galerie Vendôme, Paris ; caves des Champagnes Ruinart, Reims, 1976.
- Dix maîtres figuratifs contemporains, salle de la Mutualité, Arras, 1976.
- Soixante signatures de maîtres contemporains, Galerie Vendôme, Paris, 1977.
- Sélection du Salon du dessin et de la peinture à l'eau, hôtel de ville de La Baule et château de Bourdeilles, 1977.
- Château-musée de Boulogne-sur-Mer, 1977, 1984.
- Les peintres de la Galerie Vendôme, Grand Hôtel, Évian, 1977.
- Les peintres du Manoir de Mad, Hôtel Ivoire, Abidjan, 1977 ; Centre culturel français de Dakar, 1978.
- Galerie Jacques Hamon, Le Havre, 1977.
- Galerie Art français, Aix-les-Bains, 1978.
- Galerie Pallardon, Tours, 1978.
- Galerie Claude Marc, Vichy, 1978.
- Galerie Robin, Cannes, 1978.
- Galerie Lacydon, Marseille, 1978.
- Galerie Maîtres contemporains, Aix-en-Provence, 1978.
- Sélection du Salon des artistes français, église Saint-Paul de Francfort, 1978.
- Galerie Pieter Breughel, Amsterdam, 1979.
- Ancienne douane, Colmar, 1979.
- Galerie René Houziaux, Paris, 1979.
- École de Paris, Vasastadens Konstsalong, Göteborg et Stockholm, 1979.
- Galerie Daimaru, Tokyo, Kyoto, Osaka, Kobe, Makata, 1979.
- Cinquante ans de la Casa de Velázquez, Musée d'art contemporain de Madrid, 1979.
- Reflets du Salon d'automne, Musée de Gajac, Villeneuve-sur-Lot, 1980.
- Galerie Yomiuri, Tokyo, 1980.
- Salon de Tronget (Jean-Pierre Pophillat invité d'honneur), 1980.
- La vigne et le vin, château Lascombes, Margaux (Gironde), 1981.
- Galerie Geneviève Rolde, Paris, 1981.
- Galerie Au vent des cimes, Grenoble, 1981.
- Galerie Schèmes, Lille, 1981.
- Maison de la culture de Clermont-Ferrand, 1981.
- Salon de Montluçon (Jean-Pierre Pophillat invité d'honneur), 1981.
- Premier Salon de la peinture française contemporaine dans le Monde arabe, Dammam, Riyad, Djeddah, 1982.
- Salle du Doyenné, Saint-Émilion, 1982.
- Galerie Arts multiples, Metz, 1982.
- La Maison des arts, Rennes, 1982.
- Sélection de la Société nationale des beaux-arts, salle des fêtes de Saint-Jean-Cap-Ferrat, 1982.
- Sélection du Salon des artistes français, Palais des beaux-arts de Pékin et de Canton (Chine), 1983.
- Wally Findlay Gallery, New York, 1983, 1985, Chicago, 1985.
- Société internationale d'art figuratif, Cologne, 1983.
- Galerie Mitsukochi, Paris, 1983.
- Galerie Le Sagittaire, Annecy, 1983.
- Galerie L'Orangerie, Saint-Paul-de-Vence, 1983.
- Galerie Gisèle de La Cour, Paris, 1983.
- Acquisitions du musée Rapin, musée Rapin, Villeneuve-sur-Lot, 1983.
- Salon de Blois, 1983.
- Salon de la Société nationale des beaux-arts, 1983.
- Galerie Leyda, Bordeaux, 1984.
- Salon de Bourges (Jean-Pierre Pophillat invité d'honneur), 1984.
- Peintres de l'aéroport de Paris, aéroport de Milan, 1985.
- Regards sur le Salon d'automne, Centre Saint-Exupéry, Franconville, 1985.
- Premier Salon de la peinture contemporaine, Tarbes, 1985.
- Galerie Monique Bourgeois, Cholet, 1985.
- Galerie Maïté Aubert, Le Havre, 1985.
- Anciens pensionnaires de la Casa de Velázquez, Institut de France, Paris, 1986.
- Banque populaire d'Armorique, Brest, 1986.
- Printemps en Normandie - Michel Beck (sculptures), Jacques Bouyssou, Jean Bréant, Fernand Herbo, Camille Hilaire, Michel Pinier, Jean-Pierre Pophillat, Claude Quiesse, André Raffin, Robert Savary, Gaston Sébire, Arthur Van Hecke (peintures), Galerie Robert Tuffier, Les Andelys, avril-mai 1986.
- Salon de Villeneuve-le-Roi (Jean-Pierre Pophillat invité d'honneur), 1986.
- Salon de Colombes (Jean-Pierre Pophillat invité d'honneur), 1986.
- Galerie Bijutsu Sekai, Tokyo, 1987.
- Chapelle des pénitents, Treignac, 1987.
- Cinquante peintres du Salon d'automne, salle des fêtes de Deuil-la-Barre, 1987.
- Galerie de la Vieille porte, Thionville, 1987.
- Salon de l'École de la Loire (Jean-Pierre Pophillat invité d'honneur), Blois, 1987.
- Galerie de l'aéroport d'Orly Sud, 1988.
- Galerie Hélène Prince, Paris, 1988.
- Galerie de l'ancienne halle, Saint-Émilion, 1988.
- Galerie Le Campanile, Nans-les-Pins, 1988.
- Jardins de rêve, Galerie Lancry, Paris, 1988.
- Galerie 7 Arts, Barbizon, 1989.
- Palais des fêtes, Périgueux, 1989.
- Galerie René-Jean Baiz, Montpellier, 1990.
- Galerie Art Kahn International, Vincennes, 1990.
- Pan Pacific, San Francisco, 1991.
- Poudrière de la citadelle du Château-d'Oléron, île d'Oléron, 1991.
- Bastion du Roi, Rocroi, 1991.
- Salon de Charenton-le-Pont (Jean-Pierre Pophillat invité d'honneur), 1991.
- Galerie La Pléiade, Grenoble, 1992.
- Galerie Le Sagittaire, Annecy, 1992.
- Les peintres de notre temps en pays de Brive, Brive-la-Gaillarde, 1992.
- 1er Salon de Lapalisse (Jean-Pierre Pophillat invité d'honneur), 1992.
- Association France-Japon - Cinquante peintres de la Société nationale des beaux-arts, Nippon Television, Tokyo (puis exposition itinérante au Japon), 1993.
- Maîtres contemporains, Galerie de l'Ermitage, Le Touquet, 1993, 1995.
- Galerie Robin Léadouze, Cannes, 1994.
- Galerie M.-C. Goinard, La Baule, 1995.
- Galerie de Cannes, Cannes, 1995.
- Galerie Salvany, Clermont-Ferrand, 1995.
- Salon de L'Isle-Adam (Jean-Pierre Pophillat invité d'honneur), 1995.
- Salon de Lacapelle-Marival (Jean-Pierre Pophillat invité d'honneur), 1996.
- Quarante ans de découverte, Galerie Vendôme, Paris, 1996.
- Sélection du Salon d'automne, château d'Homécourt, 1996.
- Galerie du Forum des images, Albi, 1996.
- Dynasties Art Gallery, Singapour, 1997.
- Galerie du Martray, Nantes, 1997.
- Galerie Daniel Besseiche, Deauville, Courchevel, Dinard, 1997.
- Art World Gallery, Cannes, 1997.
- Galerie Voyage de l'œil, Annecy, 1997.
- Garden Museum Gallery, Okinawa, 1998.
- Salon d'Aurillac (Jean-Pierre Pophillat invité d'honneur), 1998.
- Galerie Garance, Saint-Germain-en-Laye, 1999.
- Galerie Véronèse, Singapour, 1998.
- Galerie Antinea, Marseille, 1999.
- Centenaire des peintres e la Critique parisienne, mairie du 4e arrondissement de Paris, 1999.
- Salon de Clairac (Jean-Pierre Pophillat invité d'honneur), 1999.
- Salon de Villeneuve-Tolosane (Jean-Pierre Pophillat invité d'honneur), 1999.
- Salon de Vaucresson (Jean-Pierre Pophillat invité d'honneur), 1999.
- Salon de Feytiat (Jean-Pierre Pophillat invité d'honneur), 1999.
- Musée national de Corée, Séoul, 2000.
- Hôtel International, Dubaï, 2000.
- Hôtel Ivoire, Abidjan, 2000.
- Hôtel Puente Romano, Marbella, 2000.
- Chetkin Gallery, Red Bank (New Jersey), 2000.
- Tour Eiffel Fine Arts Gallery, Washington, 2000.
- Opera Gallery, New York, Singapour, Paris, 2000.
- Jean-Pierre Pophillat (peintures) et Bénédicte Paillusseau (sculptures), Fimecor Baker Tilly, Paris, février 2013.
- Salon d'automne international de Lunéville, octobre 2014[32], octobre 2015[33].
- Château de la Bertrandière, L'Étrat, novembre 2015[34].

## Réception critique
- « Le monde qu'il crée est un monde de stabilité, de rectitude, de calme équilibre, où l'angle droit joue un rôle prépondérant. On aimerait pouvoir dire que son instinct le porte, avec une vision très actuelle, vers des cadences classiques si ce dernier mot n'était aujourd'hui dénaturé et portait à un absurde contresens. Sa peinture signifie, ce qui est le premier de voir de la peinture, mais sous la pellicule de la réalité qui nous la rend heureusement accessible, tout est allusif et d'une plastique constamment contrôlée. Bien que plus sensible aux jeux de surfaces colorées qu'aux sortilèges de l'espace, Pophillat sait néanmoins conférer à ses toiles une certaine poésie intime qui devient convaincante dans ses meilleures toiles. » - Roger Chapelain-Midy[8]
- « Toiles et gouaches révèlent un frémissement intérieur qui s'impose chaque fois chaque fois que le dessin soutient avec autorité la couleur. » - Claude Roger-Marx[13]
- « Pophillat, c'est un art très équilibré, très médité dans les contrastes d'ombre et de lumière, construit avec une science remarquable. » - Raymond Charmet[35]
- « Des paysages silencieux, calmes, bien agencés; d'une palette dense et riche. » - Gérald Schurr[7]
- « Pophillat, en tracés horizontaux coupés de lignes verticales, peint son paradis de blancs, de roses, d'ocres e de bleus. Capteur de calme, il fige les maléfices. Sa sensibilité le porte à pactiser avec une nature retrouvée au-delà des dogmes. Jeune peintre de quarante ans, il a franchi le pas de la maturité artistique et du beau métier. On épouse sa peinture faite de gaieté réfléchie et d'horizons exaltants. » - Guy Vignoht[36]

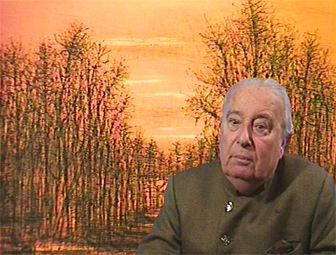
Jean Carzou

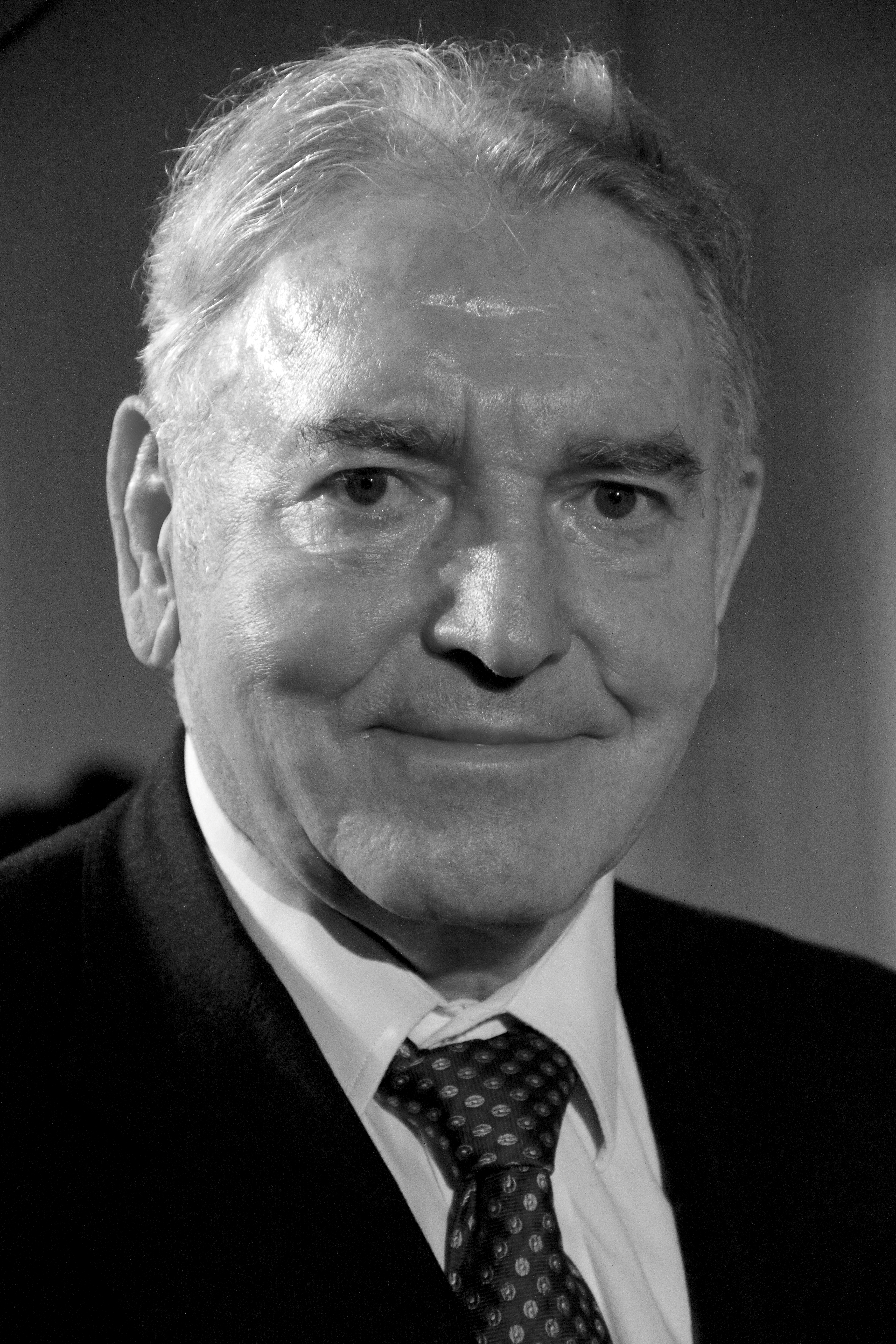
Jean-Michel Dubernard

- « L'art de Pophillat se situe dans la grande tradition de l'art français : un art d'équilibre, de clarté et d'harmonie… Voilà un peintre qui n'a pas honte de montrer qu'il est fort savant au point de vue technique et que le métier de peintre n'a pas de secret pour lui, que ses natures mortes, ses marines et ses paysages sont construits, étudiés et composés… Curieusement, dans ses paysages, le ciel occupe une part minime. On dirait l'homme plongé et englouti dans ces étangs, ces masses d'eau et ces terres palpitantes que l'impressionnisme est venu enrichir de gouttelettes de lumière miroitante, et où la géométrie a été maîtrisée et assagie. C'est une mise en page d'une forte personnalité et d'une sensibilité extrême. Ses natures mortes, très bien composées, très bien agencées et équilibrées, vous emportent dans un monde féerique. Le fenêtre ouverte vous montre une mer palpitante et un ciel irisé où les nuages drainent des échos lumineux pleins de rêves et de nostalgie. L'art de Pophillat se développe, s'amplifie vers une absolue maîtrise. » - Jean Carzou[37]
- « La haute silhouette de Pophillat découpe le ciel et la mer : un ciel où le scintillement de la lumière anime îles vertes, plages blanches et vieux bateaux colorés, une mer où la difraction de la lumière transfigure en arc-en-ciel poissons, coraux et algues… Les toiles de Pophillat font palpiter la couleur des mers brillantes, des terrasses aux ombres attirantes, des bouquets et des fruits aux étals des marchés. Fenêtres ouvertes sur de chauds souvenirs de vacances empreints d'amitié, d'optimisme et d'énergie. » - Jean-Michel Dubernard[38]

## Prix et distinctions
- Prix Antral, 1963 (avec Bernard Conte).
- Prix de la Casa Velasquez, 1964 (35e promotion)[4].
- Prix de la Fondation François-Desnoyer, Saint-Cyprien, 1967[3].
- Prix Valérie-Havard, 1967[3].
- Prix Marthe-Orant, 1968[3].
- Prix de la Compagnie des pétroles BP, 1970[3].
- Médaille d'argent de la Société d'encouragement au progrès, O.C.D.E., Paris, 1970[3].
- Prix de la Compagnie Transatlantique, 1971[3].
- Prix des Frères Delahogue, 1972[3].
- Prix Corot 1973[3].
- Membre de l'Académie du Vernet, Vichy, 1976[3].
- Prix de la Marine nationale, 1978[3].
- Prix de l'École de la Loire, 1983[3].
- Prix Rouffio de la Société nationale des beaux-arts, 1983[3]
- Prix David-Nivet, 1985[3].
- Grand Prix du Salon de Colombes, 1985[3].
- Grand Prix de la ville de Blois, 1987[3].
- Grand Prix de la ville de Tours, 1987[3].
- Grand Prix de peinture de la ville de Mantes-la-Jolie, 1993[3].
- Prix Charles-Cottet de la Société nationale des beaux-arts, 1993[3].

## Musées et collections publiques
- Salle des fêtes de Bagneux, éléments en métal découpé, 1968[3].
- Musée des beaux-arts de Belfort.
- Hôtel de ville de Brive-la-Gaillarde, La maison de Zorba à Mykonos, huile sur toile 73x60cm, 1997[3].
- Musée de Cahors Henri-Martin, Cahors.
- Musée d'art et d'histoire de Cognac.
- Fonds d'art contemporain - Paris Collections, Ville fortifiée d'Óbidos (Portugal), gouache 45x64,7cm[39].
- Musée d'art moderne de la ville de Paris :
  - Paysage à Savignac (Aveyron), gouache 44x56cm, 1964[40] ;
  - Village de Vandeloves (Aveyron), dessin à l'encre 43x56cm[41].
- Département des estampes et de la photographie de la Bibliothèque nationale de France, Paris, Les anémones du Lavandou, lithographie originale, Éditions Artès, 1975.
- Aéroports de Paris.
- Fonds national d'art contemporain, Puteaux :
  - Tombée du jour sur la Sierra, huile sur toile 116x89cm, 1965[42] ;
  - Le bol blanc devant la mer, huile sur toile 60x73cm, vers 1969[43].
- Musée des beaux-arts et d'archéologie Joseph Déchelette, Roanne.
- Musée des beaux-arts Denys-Puech, Rodez.
- Musée des collections de Saint-Cyprien.
- Hôtel de ville de Vaucresson.
- Hôtel de ville de Villeneuve-le-Roi.
- Musée de Gajac, Villeneuve-sur-Lot, Le pot de tabac sicilien, huile sur toile[3].
- Ambassade de France à Madrid.
- Ambassade de France à New Delhi, Nature morte à la cafetière, huile sur toile 60x81cm, 1964 (dépôt du Centre national des arts plastiques)[37],[44].
- Ambassade de Jordanie à Paris.
- Mairie de Kaohsiung (Taiwan), lithographie[3].

## Collections privées

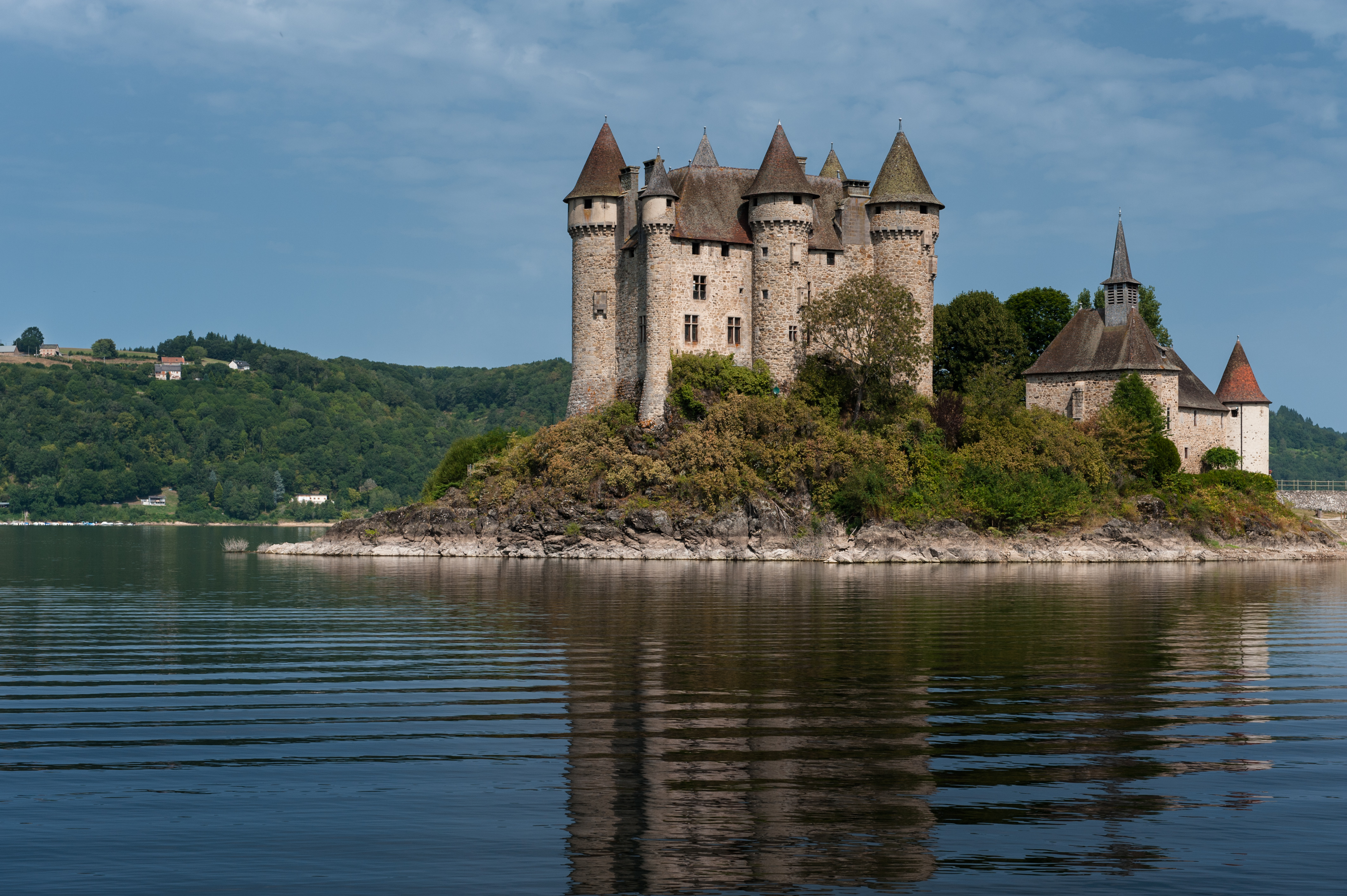
Lanobre, château de Val

- Paquebot France, décor du carré des officiers.
- Chambre de commerce et d'industrie de Brive-la-Gaillarde.
- Centre opérationnel du pipe-line sud-européen de Fos-sur-Mer, mosaïques, 200m2, 1961.
- Château de Val,  Lanobre[29].
- Société Kodak Pathé, avenue Montaigne, Paris, fresque murale, 1961[3].
- Robert Barbara de Labelotterie de Boisséson[3].
- Mick Micheyl, Paris[3].
- Fondation d'entreprise Pernod Ricard, Paris.
- Société Servair, Paris, Vendanges à Saint-Émilion, huile sur toile 60x73cm, 1989 (illustration du menu du TGV Atlantique)[3].
- Palais Royal, Amman, La serre de Bora Bora, huile sur toile 54x65cm, 1987[3].
- Nippon Television, Tokyo, L'heure du thé au Cap Ferrat, huile sur toile 73x100cm, 1998.